# Torneo di Wimbledon 2010
Il torneo di Wimbledon 2010 è stata la 124ª edizione dei Championships, torneo di tennis giocato sull'erba e terza prova stagionale dello Slam per il 2010; si è disputato tra il 21 giugno e il 4 luglio 2010 sui campi dell'All England Lawn Tennis and Croquet Club, comprendendo per la categoria Seniors i tornei di singolare maschile, femminile e di doppio maschile, femminile e misto.
Nel singolare maschile il campione uscente era Roger Federer, nel singolare femminile Serena Williams. La Williams si è riconfermata in finale contro Vera Zvonarëva, Federer è stato eliminato ai quarti da Tomáš Berdych, a sua volta sconfitto in finale da Rafael Nadal.

## Sommario
Rafael Nadal si è aggiudicato il torneo del singolare maschile battendo all'esordio il giapponese Kei Nishikori 6-2, 6-4, 6-4. Nel secondo turno ha avuto la meglio sull'olandese Robin Haase in cinque set con il punteggio di 5–7, 6–2, 3–6, 6–0, 6–3. Nel turno successivo ha dovuto giocare cinque set per battere il tedesco Philipp Petzschner battuto per 6–4, 4–6, 6(5)–7, 6–2, 6–3. Negli ottavi di finale ha sconfitto il francese Paul-Henri Mathieu per 6-4, 6-2, 6-2. Nei quarti ha avuto la meglio sullo svedese Robin Söderling per 3-6, 6-3, 7–6(4), 6-1. In semifinale ha battuto il britannico Andy Murray ancora una volta in tre set con il punteggio di 6-4, 7–6(6), 6-4. In finale ha sconfitto Tomáš Berdych in tre set con il punteggio di 6-3, 7-5, 6-4.
Serena Williams ha riconfermato il titolo del 2009 vincendo il torneo del singolare femminile senza perdere un set. Nel 1º turno ha battuto la portoghese Michelle Larcher de Brito con il punteggio di 6-0, 6-4. Nel 2º turno ha sconfitto Anna Čakvetadze per 6–0, 6–1. Nel turno successivo ha avuto la meglio sulla slovacca Dominika Cibulková con il punteggio di 6–0, 7–5. Negli ottavi di finale ha battuto Marija Šarapova nella rivincita della finale del 2004 per 7–6(9), 6-4. Nei quarti Li Na ha ceduto per 7–5, 6–3. In semifinale ha battuto una delle rivelazioni del torneo, Petra Kvitová, per 7–6(5), 6-2 e in finale la russa Vera Zvonarëva 6-3, 6-2.

## Programma del torneo
Il torneo si svolge in tredici giornate divise in due settimane; la prima domenica non si è svolto alcun incontro. Tradizionalmente questo giorno viene chiamato Middle Sunday.

## Qualificazioni e sorteggio
Le qualificazioni per accedere ai tabelloni principali del torneo si sono svolte tra il 14 e il 17 giugno 2010. Si sono qualificati i vincitori del terzo turno per i singolari e del secondo turno per i doppi:
- Per il singolare maschile: Guillermo Alcaide, Carsten Ball, Ričardas Berankis, Ilija Bozoljac, Taylor Dent, Rik De Voest, Ivan Dodig, Brendan Evans, Martin Fischer, Jesse Huta Galung, Marsel İlhan, Tobias Kamke, Robert Kendrick, Nicolas Mahut, Bernard Tomić, Jesse Witten.
- Per il singolare femminile: Gréta Arn, Eléni Daniilídou, Andrea Sestini Hlaváčková, Kaia Kanepi, Nuria Llagostera Vives, Mirjana Lucic, Bethanie Mattek-Sands, Kurumi Nara, Monica Niculescu, Romina Oprandi, Shenay Perry, Nastas'sja Jakimava.
- Per il doppio maschile: Ilija Bozoljac / Harsh Mankad, Rik De Voest / Miša Zverev, Somdev Devvarman / Treat Conrad Huey, Jesse Levine / Ryan Sweeting.
- Per il doppio femminile: Jill Craybas / Marina Eraković, Eléni Daniilídou / Jasmin Wöhr, Kaia Kanepi / Shuai Zhang, Marija Korytceva / Dar'ja Kustova.

I giocatori ammessi al tabellone come lucky loser sono:
- Per il singolare maschile: Ramón Delgado, Stefan Koubek, Jesse Levine, Julian Reister, Gō Soeda, Ryan Sweeting.
- Per il singolare femminile: Stéphanie Dubois, Anastasija Pivovarova.

Le wildcard sono state assegnate a:
- Per il singolare maschile: Jamie Baker, Tejmuraz Gabašvili, Nicolas Kiefer, Andrej Kuznecov, Kei Nishikori.
- Per il singolare femminile: Noppawan Lertcheewakarn, Katie O'Brien, Alison Riske, Laura Robson, Chanelle Scheepers, Melanie South, Heather Watson.
- Per il doppio maschile: Alex Bogdanović / Alexander Slabinsky, Jamie Delgado / Joshua Goodall, Chris Eaton / Dominic Inglot, Jonathan Marray / Jamie Murray.
- Per il doppio femminile: Naomi Broady / Katie O'Brien, Naomi Cavaday / Anna Smith, Anne Keothavong / Melanie South, Sally Peers / Laura Robson.

Il sorteggio dei tabelloni principali è stato effettuato venerdì 18 giugno 2010.

## Tennisti partecipanti ai singolari

### Singolare maschile
- Singolare maschile

| Campione              | Campione         | Finalista          | Finalista            |
| --------------------- | ---------------- | ------------------ | -------------------- |
| Rafael Nadal (2)      | Rafael Nadal (2) | Tomáš Berdych (12) | Tomáš Berdych (12)   |
| Semifinalisti         |                  |                    |                      |
| N Đoković (3)         | N Đoković (3)    | A Murray (4)       | A Murray (4)         |
| Eliminati ai quarti   |                  |                    |                      |
| R Federer (1)         | Y-h Lu           | J-W Tsonga (10)    | R Söderling (6)      |
| Eliminati agli ottavi |                  |                    |                      |
| J Melzer (16)         | D Brands         | L Hewitt (15)      | A Roddick (5)        |
| J Benneteau (32)      | S Querrey (18)   | D Ferrer (9)       | P-H Mathieu          |
| Eliminati al 3º turno |                  |                    |                      |
| A Clément             | F López (22)     | D Istomin          | V Hănescu (31)       |
| A Montañés (28)       | G Monfils (21)   | F Mayer            | P Kohlschreiber (29) |
| F Fognini             | T Kamke (Q)      | X Malisse          | G Simon (26)         |
| T Bellucci (25)       | J Chardy         | T de Bakker        | P Petzschner (33)    |
| Eliminati al 2º turno |                  |                    |                      |
| I Bozoljac (Q)        | P Luczak         | R Berankis         | V Troicki            |
| B Becker              | R Schüttler      | M İlhan (Q)        | N Davydenko (7)      |
| T Dent (Q)            | B Evans (Q)      | K Beck             | E Korolëv            |
| M Fish                | M Przysiężny     | T Gabašvili (WC)   | M Llodra             |
| M Russell             | A Beck           | A Seppi            | A Dolhopolov         |
| J Reister (LL)        | I Dodig (Q)      | I Marčenko         | J Nieminen           |
| M Granollers          | M Fischer (Q)    | L Lacko            | F Serra              |
| M Južnyj (13)         | J Isner (23)     | Ł Kubot            | R Haase              |
| Eliminati al 1º turno |                  |                    |                      |
| A Falla               | N Massú          | J Tipsarević       | T Robredo (30)       |
| J Levine (LL)         | C Ball (Q)       | I Kunicyn          | D Brown              |
| A Golubev             | R Sweeting (LL)  | D Tursunov         | S Wawrinka (22)      |
| A Kuznecov (WC)       | M Daniel         | I Andreev          | K Anderson           |
| O Rochus              | JI Chela         | JH Galung (Q)      | P Lorenzi            |
| L Mayer               | S Ventura (LL)   | E Schwank          | M González           |
| M Čilić (11)          | B Tomić (Q)      | H Zeballos         | I Ljubičić (17)      |
| P Starace             | R Delgado (LL)   | J Witten (Q)       | R Ram                |
| F Verdasco (8)        | P Riba           | J Baker (WC)       | K Vliegen            |
| N Almagro (19)        | G García López   | M Chiudinelli      | R Kendrick (Q)       |
| JC Ferrero (14)       | R De Voest (Q)   | Ó Hernández        | S Stachovs'kyj       |
| G Alcaide (Q)         | M Berrer         | S Koubek (LL)      | J Hájek              |
| R Ginepri             | F Gil            | G Soeda (LL)       | R Mello              |
| M Baghdatis (24)      | D Gimeno Traver  | S Greul            | N Kiefer (WC)        |
| D Sela                | M Gicquel        | S Giraldo          | N Mahut (Q)          |
| S Robert              | B Kavčič         | J Blake            | K Nishikori          |

### Singolare femminile
- Singolare femminile

| Campionessa           | Campionessa         | Finalista           | Finalista           |
| --------------------- | ------------------- | ------------------- | ------------------- |
| Serena Williams (1)   | Serena Williams (1) | Vera Zvonarëva (21) | Vera Zvonarëva (21) |
| Semifinaliste         |                     |                     |                     |
| Petra Kvitová         | Petra Kvitová       | Cvetana Pironkova   | Cvetana Pironkova   |
| Eliminate ai quarti   |                     |                     |                     |
| Li Na (9)             | K Kanepi (Q)        | K Clijsters (8)     | V Williams (2)      |
| Eliminate agli ottavi |                     |                     |                     |
| M Šarapova (16)       | A Radwańska (7)     | C Wozniacki (3)     | K Koukalová         |
| J Henin (17)          | J Janković (4)      | M Bartoli (11)      | J Groth             |
| Eliminate al 3º turno |                     |                     |                     |
| D Cibulková           | B Strýcová          | A Rodionova         | S Errani (32)       |
| Pavljučenkova(29)     | V Azaranka (14)     | F Pennetta (10)     | A Dulgheru (31)     |
| M Kirilenko (27)      | N Petrova (12)      | Y Wickmayer (15)    | A Bondarenko (28)   |
| R Kulikova            | G Arn (Q)           | A Kerber            | A Klejbanova (26)   |
| Eliminate al 2º turno |                     |                     |                     |
| A Cakvetadze          | A Morita            | D Hantuchová (24)   | IR Olaru            |
| K Nara (Q)            | S Kuznecova (19)    | AP Santonja         | A Brianti           |
| KC Chang              | R Vinci             | J Zheng (23)        | B Jovanovski        |
| M Niculescu           | A Rezaï (18)        | R Oprandi           | E Gallovits         |
| K Šprem               | S Perry (Q)         | K Barrois           | L Chan              |
| K Flipkens            | A Hlaváčková        | V Lepchenko         | A Wozniak           |
| V Duševina            | J Švedova (30)      | A Molik             | P Martić            |
| S Peer (13)           | M Oudin (33)        | A Kudrjavceva       | E Makarova          |
| Eliminate al 1º turno |                     |                     |                     |
| ML de Brito           | A Petković          | T Tanasugarn        | L Šafářová (25)     |
| V King                | E Vesnina           | A Cornet            | A Pivovarova        |
| C Scheepers (WC)      | MD Mariño           | A Keothavong        | A Amanmuradova      |
| J Coin                | O Govorcova         | J Craybas           | M Czink             |
| T Garbin              | A Rus               | S Bammer            | I Benešová          |
| P Parmentier          | S Cîrstea           | C Dellacqua (PR)    | M Lucic (Q)         |
| AM Garrigues          | G Dulko             | Y Meusburger        | M Rybáriková        |
| KD                    | H Watson (WC)       | T Bacsinszky        | S Stosur (6)        |
| ME Camerin            | B Mattek-Sands (Q)  | A Jakimava (Q)      | S Vögele            |
| A Sevastova           | M Korytceva         | P Schnyder          | T Maria             |
| A Riske (WC)          | S Dubois (LL)       | Lertcheewakarn (WC) | NL Vives (Q)        |
| K O'Brien             | L Hradecká          | E Daniilídou (Q)    | L Robson (WC)       |
| F Schiavone (5)       | A Lapušcenkova      | M South (WC)        | P Hercog            |
| K Bondarenko (34)     | Z Kučová            | E Baltacha          | J Görges            |
| A Ivanović            | S Mirza             | R Vorácová          | AL Grönefeld        |
| S Záhlavová           | S Arvidsson         | A Szávay            | R de los Ríos       |

## Calendario

### 21 giugno (1º giorno)
Nella prima giornata si sono giocati gli incontri del primo turno dei singolari maschili e femminili in base al programma della giornata

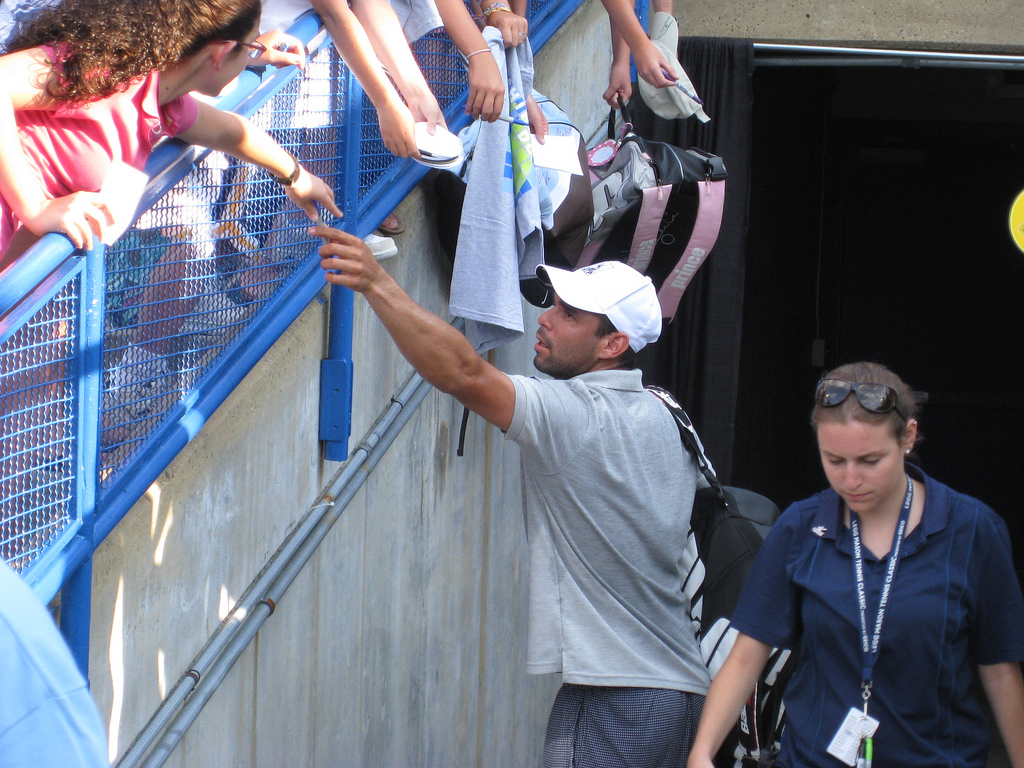
Alejandro Falla, protagonista della prima giornata nella partita contro Roger Federer.

Nel torneo del singolare maschile Roger Federer, che per tradizione inaugura il programma sul Centre Court da detentore del titolo dell'anno precedente, testa di serie numero 1, ha battuto in cinque set il colombiano Alejandro Falla, numero 65 del ranking ATP. Lo svizzero ha perso i primi due set in meno di un'ora e mezza di gioco, cedendo due volte il servizio al suo avversario. Nel terzo set sul punteggio di 4-4 Federer ha annullato tre palle break e il match si è protratto fino al quarto. Nel penultimo parziale il giocatore di Basilea è andato sotto di un break. Falla ha tenuto il vantaggio fino al 5-4, servendo per il match ma ha ceduto il servizio, perdendo poi anche il tie-break finale sette punti a uno. Il colombiano ha perso nettamente l'ultima partita e Roger ha chiuso il quinto e decisivo set 6-0 dopo tre ore e 18 minuti di gara. Lo statunitense, numero 5 del seeding, Andy Roddick, finalista del 2009, ha battuto il connazionale Rajeev Ram per 6-3, 6-2, 6-2.
Il russo Nikolaj Davydenko ha superato il turno recuperato due set di svantaggio al sudafricano Kevin Anderson vincendo l'incontro 3-6, 6(3)–7, 7–6(3), 7-5, 9-7 accedendo così al turno successivo. Nell'incontro disputato nel Centre Court coperto dal tetto retrattie il serbo Novak Đoković, numero 3 del tabellone, ha sconfitto Olivier Rochus in cinque set con il punteggio di 4–6, 6–2, 3–6, 6–4, 6–2.Sono stati eliminati i croati Marin Čilić, sconfitto per 6-2, 6-4, 7-6(1) dal tedesco Florian Mayer, ed Ivan Ljubičić, superato per 7-5, 7–6(5), 6-3 dal polacco Michał Przysiężny a questi si sono aggiunti lo svizzero Stan Wawrinka, numero 20 del seeding, battuto per 6(5)–7, 6-1, 2-6, 7–6(4), 6-3 dall'uzbeco Denis Istomin.
Nel torneo del singolare femminile la vincitrice al Roland Garros Francesca Schiavone ha perso in tre set contro Vera Duševina con il punteggio di 7-6(0), 5-7, 1-6.
La belga Kim Clijsters, testa di serie numero 8, ha battuto l'italiana Maria Elena Camerin in due set. La vincitrice degli US Open 2009, al rientro nel circuito dopo un primo ritiro avvenuto a causa della maternità, ha avuto la meglio ha vinto per 6-0, 6-3.
Venus Williams è passata al secondo turno grazie al successo per 6-3, 6-2 sulla paraguaiana Rossana de los Ríos. Hanno passato il turno la serba Jelena Janković, numero 4 del seeding, che ha battuto 6-3, 7–6(5) la britannica Laura Robson, l'israeliana Shahar Peer, numero 13 del tabellone, che ha avuto la meglio sulla serba Ana Ivanović 6-3, 6-4, la statunitense Melanie Oudin, testa di serie numero 33, che ha superato la tedesca Anna-Lena Grönefeld 6-3, 6-0, e la belga Justine Henin. L'ex numero 1 del mondo, testa di serie numero 17, si è imposta per 6-4 6-3 sulla lettone Anastasija Sevastova.
| Incontri sui campi principali | Incontri sui campi principali | Incontri sui campi principali | Incontri sui campi principali |
| Incontri sul Centre Court     | Incontri sul Centre Court     | Incontri sul Centre Court     | Incontri sul Centre Court     |
| Turno                         | Vincitore                     | Perdente                      | Punteggio                     |
| ----------------------------- | ----------------------------- | ----------------------------- | ----------------------------- |
| 1º turno singolare maschile   | Roger Federer [1]             | Alejandro Falla               | 5-7, 4-6, 6-4, 7-6(1),6-0     |
| 1º turno singolare femminile  | Jelena Janković [4]           | Laura Robson [WC]             | 6-3, 7-65                     |
| 1º turno singolare maschile   | Novak Đoković [3]             | Olivier Rochus                | 4–6, 6–2, 3–6, 6–4, 6–2       |
| Incontri sul No. 1 Court      |                               |                               |                               |
| Turno                         | Vincitore                     | Perdente                      | Punteggio                     |
| 1º turno singolare maschile   | Nikolaj Davydenko [7]         | Kevin Anderson                | 3-6, 6-7, 7-63, 7-5, 9-7      |
| 1º turno singolare maschile   | Andy Roddick [5]              | Rajeev Ram                    | 6-3, 6-2, 6-2                 |
| 1º turno singolare femminile  | Venus Williams [2]            | Rossana de los Ríos           | 6-3, 6-2                      |
| Incontri sul No. 2 Court      |                               |                               |                               |
| Turno                         | Vincitore                     | Perdente                      | Punteggio                     |
| 1º turno singolare femminile  | Kim Clijsters [8]             | Maria Elena Camerin           | 6–0, 6–3                      |
| 1º turno singolare maschile   | Mardy Fish                    | Bernard Tomić [Q]             | 6–3, 7–68, 6–2                |
| 1º turno singolare femminile  | Vera Duševina                 | Francesca Schiavone [5]       | 6(0)-7, 7-5, 6-1              |
| 1º turno singolare maschile   | Lleyton Hewitt [15]           | Máximo González               | 5-7, 6-0, 6-2, 6-2            |

- Teste di serie eliminate:
  - Singolare maschile: Marin Čilić (11),  Ivan Ljubičić (17),  Tommy Robredo (30),  Stan Wawrinka (20)
  - Singolare femminile: Francesca Schiavone (5),  Kateryna Bondarenko (34)

### 22 giugno (2º giorno)
Nella seconda giornata si sono giocati gli incontri del primo turno dei singolari maschili e femminili e doppio maschile e femminile in base al programma della giornata

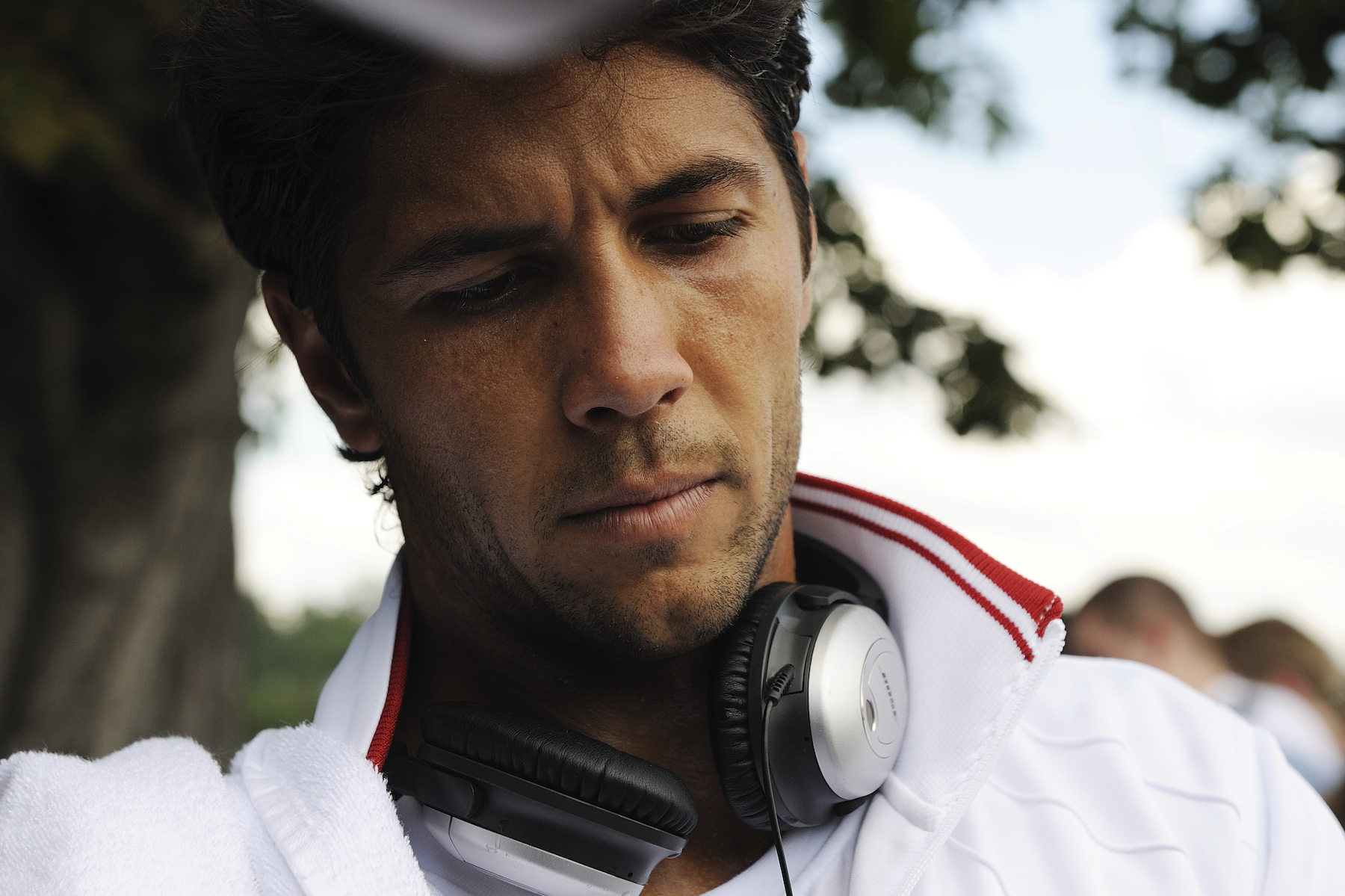
Fernando Verdasco, eliminato al 1º turno.

Nel torneo del singolare maschile Rafael Nadal ha battuto in tre set il giapponese Kei Nishikori, che era stato fermo per un infortunio al gomito, con il punteggio di 6-2, 6-4, 6-4 dopo due ore di gioco.
Andy Murray ha superato il primo turno vincendo in tre set contro il ceco Jan Hájek con il punteggio finale di 7-5, 6-1, 6-2. Andreas Seppi è passato al secondo turno eliminando la testa di serie numero 19 Nicolás Almagro battuto con il punteggio di 7–6(4), 7–6(7), 6-2 dopo poco più di due ore di partita. Tobias Kamke, numero 128 del ranking ATP, ha superato in cinque set lo spagnolo Guillermo García López. Fabio Fognini ha superato il primo turno battendo la testa di serie numero 8, lo spagnolo Fernando Verdasco con il punteggio di 7–6(9), 6-2, 6(6)–7, 6-4 a favore dell'italiano. Robin Söderling, testa di serie numero 6, ha battuto per 6-2, 6-2, 6-3 lo statunitense Robby Ginepri. Jo-Wilfried Tsonga, testa di serie numero 10, ha avuto la meglio sull'americano Robert Kendrick in quattro set con il punteggio finale di 7–6(2), 7–6(6), 3-6, 6-4.
Nel torneo del singolare femminile nel primo incontro di giornata disputato sul Centre Court la detentrice del titolo Serena Williams ha battuto la portoghese Michelle Larcher de Brito con il punteggio finale di 6-0, 6-4 dopo un'ora di gioco. La russa Anna Čakvetadze ha battuto in tre set per 3-6, 6-4, 6-4 la tedesca Andrea Petković. Hanno passato il turno anche Svetlana Kuznecova, che ha battuto 6-2, 6(5)–7, 6-4 l'uzbeka Akgul Amanmuradova e la cinese Jie Zheng che ha battuto 7-5, 6-4 la francese Pauline Parmentier. L'australiana Samantha Stosur, finalista del Roland Garros è stata sconfitta in due set dall'estone Kaia Kanepi. La partita si è chiusa con il punteggio finale di 6-4 6-4.Flavia Pennetta ha superato il primo turno battendo la spagnola Anabel Medina Garrigues per 6-4, 6-0 dopo più di un'ora di gioco. La rumena Monica Niculescu, numero 137 del mondo, ha vinto in due set per 6-3, 6-2 contro l'argentina Gisela Dulko. È passata al secondo turno anche Alberta Brianti che era opposta alla statunitense Jill Craybas, numero 100 del ranking, battuta in due set con il punteggio di 6-2, 7-5 dopo un'ora e un quarto di partita. La testa di serie numero 7 del torneo Agnieszka Radwańska ha battuto con il punteggio di 6-3 6-3 l'ungherese Melinda Czink. A passare al secondo turno sono anche la qualificata Romina Oprandi che ha battuto la britannica Heather Watson in tre set con il punteggio di 6-4, 1-6, 6-3, Roberta Vinci che ha battuto l'austriaca Sybille Bammer in due set con il punteggio di 6-3 6-3 e Sara Errani, testa di serie numero 32, che ha sconfitto per 6-2, 6-4 la francese Julie Coin, e Viktoryja Azaranka vincitrice su Mirjana Lucic per 6-3, 6-3.
| Incontri sui campi principali | Incontri sui campi principali         | Incontri sui campi principali         | Incontri sui campi principali |
| Incontri sul Centre Court     | Incontri sul Centre Court             | Incontri sul Centre Court             | Incontri sul Centre Court     |
| Turno                         | Vincitore                             | Perdente                              | Punteggio                     |
| ----------------------------- | ------------------------------------- | ------------------------------------- | ----------------------------- |
| 1º turno singolare femminile  | Serena Williams [1]                   | Michelle Larcher de Brito             | 6-0, 6-4                      |
| 1º turno singolare maschile   | Rafael Nadal [2]                      | Kei Nishikori                         | 6-2, 6-4, 6-4                 |
| 1º turno singolare maschile   | Robin Söderling [6]                   | Robby Ginepri                         | 6-2, 6-2, 6-3                 |
| 1º turno singolare femminile  | Viktoryja Azaranka [14]               | Mirjana Lucic                         | 6-3 6-3                       |
| Incontri sul No. 1 Court      |                                       |                                       |                               |
| Turno                         | Vincitore                             | Perdente                              | Punteggio                     |
| 1º turno singolare maschile   | Jo-Wilfried Tsonga [10]               | Robert Kendrick [Q]                   | 7-66, 7-62, 3-6, 6-4          |
| 1º turno singolare maschile   | Andy Murray [4]                       | Jan Hájek                             | 7-5, 6-1, 6-2                 |
| 1º turno singolare femminile  | Caroline Wozniacki [3]                | Tathiana Garbin                       | 6-1, 6-1                      |
| 1º turno singolare femminile  | Daniela Hantuchová [24] vs Vania King | Daniela Hantuchová [24] vs Vania King | 6(4)–7 7–6(4) sospesa         |
| Incontri sul No. 2 Court      |                                       |                                       |                               |
| Turno                         | Vincitore                             | Perdente                              | Punteggio                     |
| 1º turno singolare femminile  | Svetlana Kuznecova [19]               | Akgul Amanmuradova                    | 6-2, 65-7, 6-4                |
| 1º turno singolare maschile   | David Ferrer [9]                      | Nicolas Kiefer [WC]                   | 6-4, 6-2, 6-3                 |
| 1º turno singolare femminile  | Marija Šarapova [16]                  | Anastasija Pivovarova [LL]            | 6-1, 6-0                      |
| 1º turno singolare maschile   | Xavier Malisse                        | Juan Carlos Ferrero [14]              | 6-2 66-7 -65 4-6 -1           |

### 23 giugno (3º giorno)
Nella terza giornata si sono giocati gli incontri del secondo turno dei singolari maschili e femminili e la continuazione di alcuni incontri del primo turno. Si disputano gli incontri del primo turno del doppio maschile e femminile in base al programma della giornata.

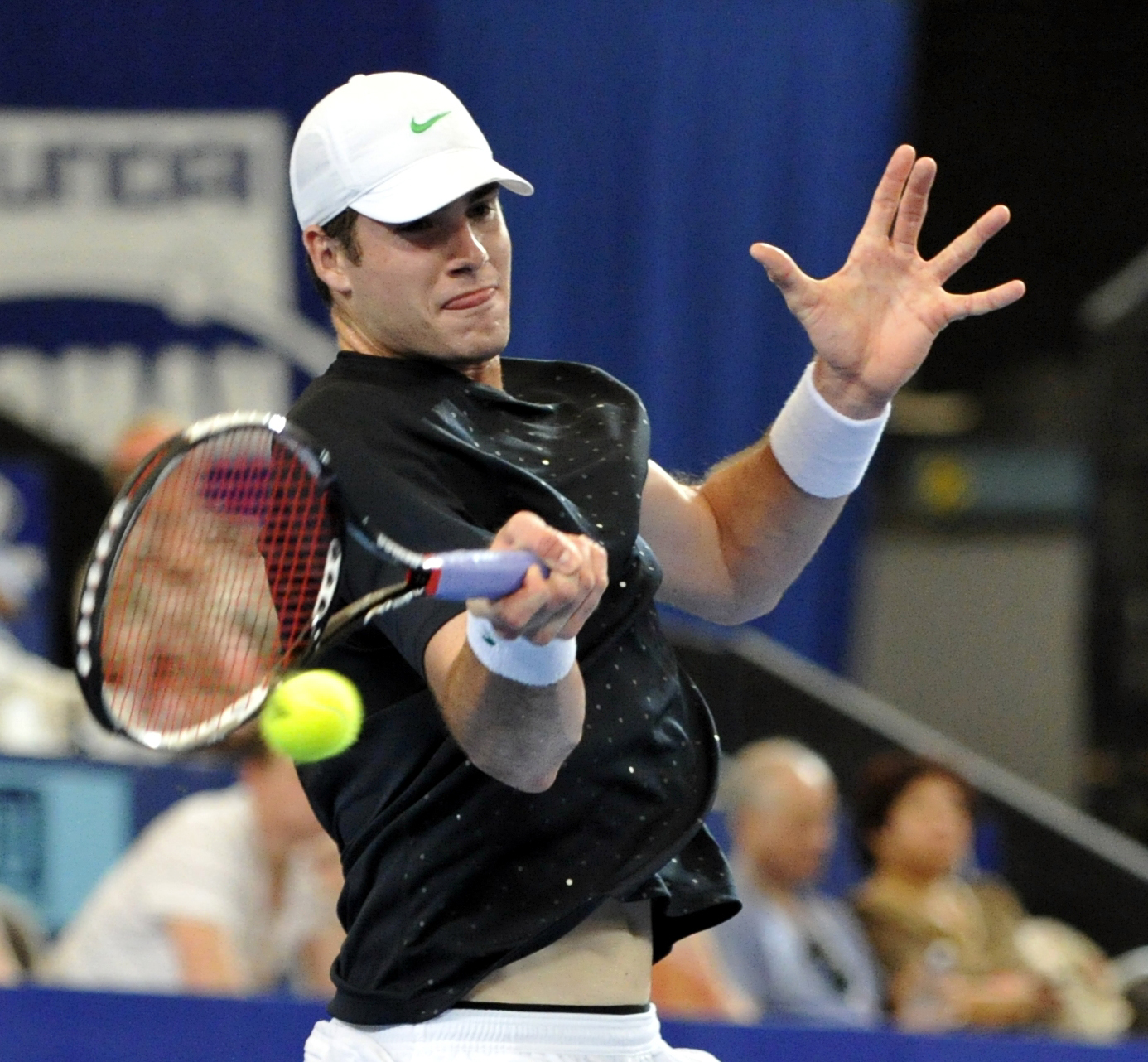
protagonista della storica partita contro Nicolas Mahut

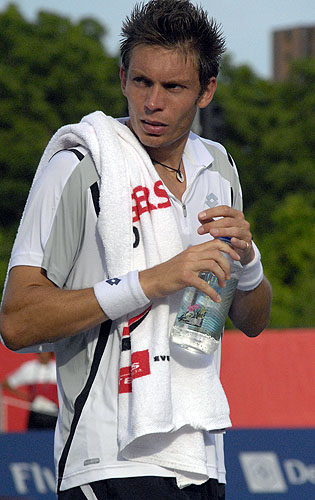
Nicolas Mahut protagonista della storica partita contro John Isner.

Nel torneo del singolare maschile si è disputata la partita storica tra Nicolas Mahut e John Isner, sospesa per oscurità sul punteggio di 4-6, 6-3, 7–6(7), 6(3)–7, 59-59. La partita è diventata la più lunga mai giocata. Il match di primo turno del tabellone tra lo statunitense, sedicesima testa di serie e numero 19 ATP, e il francese, numero 148 ATP, sospeso martedì sera sulla situazione di due set pari non si è concluso. Andy Roddick ha battuto il francese Michaël Llodra che aveva raggiunto i quarti al Queen's trionfando la settimana successiva a Eastbourne. Llodra si è aggiudicato il set d'apertura per 6-4. Michaël ha poi fallito una chance in avvio di secondo, quando non ha saputo sfruttare una palla break. Roddick chiude il parziale per 6-4 e il successivo con un solo game lasciato al suo avversario. Il quarto set è deciso al tie-break, vinto da Roddick per sette punti a due. Finisce 4-6, 6-4, 6-1, 7–6(2) per il tre volte finalista di Wimbledon. Jürgen Melzer approda al 3º turno battendo Viktor Troicki per 6(5)–7, 4-6, 6-3, 7–6(5), 6-3. Lleyton Hewitt approfitta del ritiro di Evgenij Korolëv per un problema al braccio sul 6-4, 6-4, 3-0 a favore dell'australiano. È stato eliminato anche Mardy Fish, battuto 6(2)–7, 6-3, 6-4, 6-4 dal tedesco Florian Mayer. Hanno passato il turno Gaël Monfils, che ha battuto 6-4, 6-4, 6(4)–7, 6-4 Karol Beck, e Feliciano López, che ha battuto 7-5, 4-6, 6-3, 6-4 Berankis.Roger Federer ha superato in quattro set il qualificato serbo Ilija Bozoljac battuto con il punteggio di 6-3, 6(4)–7, 6-4, 7–6(5). Il francese Arnaud Clément ha superato in quattro set l'australiano Peter Luczak. Il serbo Novak Đoković ha battuto lo statunitense Taylor Dent con il punteggio di 7–6(5), 6-1, 6-4 in due ore di partita. Lo spagnolo Albert Montañés, testa di serie numero 28, si è imposto in cinque set sul qualificato americano Brendan Evans.
Nel torneo del singolare femminile la belga Justine Henin, numero 17 del seeding, passa il turno. La Henin vince per 6-3, 7-5 sulla tedesca Kristina Barrois.
Kim Clijsters ha sconfitto Karolina Šprem 6-3, 6-2. Daniela Hantuchová ha concluso a proprio favore la prosecuzione del match contro Vania King, sospeso per oscurità dopo il secondo set, sul punteggio di 6(4)–7, 7–6(4). La Hantuchová ha chiuso la partita nel set decisivo per 6-3 Venus Williams ha battuto la russa Ekaterina Makarova: la prima partita si era conclusa con il punteggio di 6-0 per Venus, nella seconda Venus si porta sul 5-2, prima di chiudere al decimo game per 6-4.
Regina Kulikova ha eliminato la trentesima testa di serie, la connazionale Jaroslava Švedova. Yanina Wickmayer ha battuto con il successo di 7–6(9), 6-4 la belga Kirsten Flipkens.
| Incontri sui campi principali      | Incontri sui campi principali                                                 | Incontri sui campi principali                                                 | Incontri sui campi principali           |
| Incontri sul Centre Court          | Incontri sul Centre Court                                                     | Incontri sul Centre Court                                                     | Incontri sul Centre Court               |
| Turno                              | Vincitore                                                                     | Perdente                                                                      | Punteggio                               |
| ---------------------------------- | ----------------------------------------------------------------------------- | ----------------------------------------------------------------------------- | --------------------------------------- |
| 2º turno singolare maschile        | Andy Roddick [5]                                                              | Michaël Llodra                                                                | 4-6, 6-4, 6-1, 7-62                     |
| 2º turno singolare femminile       | Venus Williams [2]                                                            | Ekaterina Makarova                                                            | 6–0, 6–4                                |
| 2º turno singolare maschile        | Novak Đoković [3]                                                             | Taylor Dent                                                                   | 7–65, 6–1, 6–4                          |
| 1º turno doppio femminile          | Sarah Borwell Raquel Kops-Jones vs Liezel Huber [5] Bethanie Mattek-Sands [5] | Sarah Borwell Raquel Kops-Jones vs Liezel Huber [5] Bethanie Mattek-Sands [5] | 7-6(1) 3-6 sospesa                      |
| Incontri sul No. 1 Court           |                                                                               |                                                                               |                                         |
| Turno                              | Vincitore                                                                     | Perdente                                                                      | Punteggio                               |
| 2º turno singolare femminile       | Kim Clijsters [8]                                                             | Karolina Šprem                                                                | 6–3, 6–2                                |
| 2º turno singolare maschile        | Lleyton Hewitt [15]                                                           | Evgenij Korolëv                                                               | 6–4, 6–4, 3–0 ritiro                    |
| 2º turno singolare maschile        | Roger Federer [1]                                                             | Ilija Bozoljac                                                                | 6–3, 64–7, 6–4, 7–65                    |
| 1º turno doppio femminile          | Julia Görges Ágnes Szávay                                                     | Naomi Cavaday [5] Anna Smith [5]                                              | 4-6 -4 6-1                              |
| Incontri sul No. 2 Court           |                                                                               |                                                                               |                                         |
| Turno                              | Vincitore                                                                     | Perdente                                                                      | Punteggio                               |
| 2º turno singolare femminile       | Justine Henin [17]                                                            | Kristina Barrois                                                              | 6–3, 7–5                                |
| 2º turno singolare maschile        | Gaël Monfils [21]                                                             | Karol Beck                                                                    | 6–4, 6–4, 64–7, 6–4                     |
| 2º turno singolare maschile        | Tomáš Berdych [12]                                                            | Benjamin Becker                                                               | 7–5, 6–3, 6–4                           |
| 2º turno singolare femminile       | Jelena Janković [4]                                                           | Aleksandra Wozniak                                                            | 4-6 -2 6-4                              |
| Incontri importanti su altri campi |                                                                               |                                                                               |                                         |
| Court 18                           |                                                                               |                                                                               |                                         |
| 1º turno singolare maschile        | Nicolas Mahut vs John Isner [23]                                              | Nicolas Mahut vs John Isner [23]                                              | 4–6, 6–3, 7–6(7), 6(3)–7, 59–59 sospeso |

- Teste di serie eliminate:
  - Singolare maschile:  Nikolaj Davydenko (7)
  - Singolare femminile:  Melanie Oudin (33),  Shahar Peer (13),  Jaroslava Švedova (30)
  - Doppio maschile: Łukasz Kubot /  Oliver Marach (5)

### 24 giugno (4º giorno)
Nella quarta giornata si sono giocati gli incontri del secondo turno dei singolari maschili e femminili e la continuazione dell'incontro tra Isner e Mahut. Si disputano gli incontri del primo turno del doppio maschile, femminile e misto in base al programma della giornata.
La quarta giornata è stata caratterizzata dalla presenza della Regina Elisabetta che ritornava a Wimbledon dopo il 1977.
Nel torneo del singolare maschile Andy Murray ha vinto contro Jarkko Nieminen per 6-3, 6-4, 6-2, approdando al terzo turno.
Sul campo 18 è proseguita la partita interrotta per la seconda volta il giorno precedente, sul punteggio di 59 pari al quinto, tra John Isner e Nicolas Mahut: l'americano ha vinto per 70-68 l'ultimo parziale. Il punteggio finale sarà di 6-4, 3-6, 6(7)–7, 7–6(3), 70-68 dopo 11 ore e cinque minuti di gioco complessivo.
Jo-Wilfried Tsonga ha vinto contro l'ucraino Aleksandr Dolhopolov vincendo il quinto set per 10-8.
Rafael Nadal ha battuto Robin Haase quest'ultimo si era aggiudicato il primo e il terzo set, ma ha perso nettamente il quarto: il punteggio finale è stato di 5-7, 6-2, 3-6, 6-0, 6-2 a favore del maiorchino. Robin Söderling ha vinto contro Marcel Granollers per 7-5, 6-1, 6-4, e Thomaz Bellucci contro Martin Fischer per 6(11)–7, 7–6(4), 7-6(1), 6-2.
Sam Querrey ha eliminato il croato Ivan Dodig.
Nel torneo del singolare femminile Serena Williams ha vinto contro Anna Čakvetadze per 6-0, 6-1. Sul Campo 1, Marija Šarapova, vincitrice nel 2004 ha battuto la rumena Ioana Olaru per 6-1, 6-4. Sara Errani ha vinto contro la spagnola Arantxa Parra Santonja con il punteggio di 6-2 6-2.
Sono passate al turno successivo Flavia Pennetta, vincitrice su Monica Niculescu, la polacca Agnieszka Radwańska, la russa Anastasija Pavljučenkova e Alexandra Dulgheru.
| Incontri sui campi principali      | Incontri sui campi principali    | Incontri sui campi principali        | Incontri sui campi principali   |
| Incontri sul Centre Court          | Incontri sul Centre Court        | Incontri sul Centre Court            | Incontri sul Centre Court       |
| Turno                              | Vincitore                        | Perdente                             | Punteggio                       |
| ---------------------------------- | -------------------------------- | ------------------------------------ | ------------------------------- |
| 2º turno singolare maschile        | Andy Murray [4]                  | Jarkko Nieminen                      | 6–4, 6–3, 6–2                   |
| 2º turno singolare femminile       | Caroline Wozniacki [3]           | Chang Kai-chen                       | 6–4, 6–3                        |
| 2º turno singolare maschile        | Rafael Nadal [2]                 | Robin Haase                          | 5–7, 6–2, 3–6, 6–0, 6–3         |
| 1º turno doppio femminile          | Elena Baltacha Ol'ga Savčuk      | Regina Kulikova Anastasija Sevastova | 6–3, 6–3                        |
| Incontri sul No. 1 Court           |                                  |                                      |                                 |
| Turno                              | Vincitore                        | Perdente                             | Punteggio                       |
| 2º turno singolare femminile       | Marija Šarapova [16]             | Ioana Raluca Olaru                   | 6–1, 6–4                        |
| 2º turno singolare maschile        | Robin Söderling [6]              | Marcel Granollers                    | 7–5, 6–1, 6–4                   |
| 2º turno singolare maschile        | Sam Querrey [18]                 | Ivan Dodig [Q]                       | 6–2, 5–7, 6–3, 7–610            |
| 1º turno doppio femminile          | Kaia Kanepi [Q] Zhang Shuai [Q]  | Sally Peers [WC] Laura Robson [WC]   | 6–2, 6–4                        |
| Incontri sul No. 2 Court           |                                  |                                      |                                 |
| Turno                              | Vincitore                        | Perdente                             | Punteggio                       |
| 2º turno singolare maschile        | Jo-Wilfried Tsonga [10]          | Aleksandr Dolhopolov                 | 6–4, 6–4, 65–7, 5–7, 10–8       |
| 2º turno singolare maschile        | David Ferrer [9]                 | Florent Serra                        | 6–4, 7–5, 66–7, 6–3             |
| 2º turno singolare femminile       | Serena Williams [1]              | Anna Čakvetadze                      | 6–0, 6–1                        |
| Incontri importanti su altri campi |                                  |                                      |                                 |
| Court 18                           |                                  |                                      |                                 |
| 1º turno singolare maschile        | Nicolas Mahut vs John Isner [23] | Nicolas Mahut vs John Isner [23]     | 4–6, 6–3, 7–6(7), 6(3)–7, 68–70 |

- Teste di serie eliminate:
  - Singolare maschile: Nessuna
  - Singolare femminile:  Svetlana Kuznecova (19),  Daniela Hantuchová (24),  Aravane Rezaï (18),  Zheng Jie (23)
  - Doppio maschile: Mardy Fish /  Mark Knowles (13)
  - Doppio femminile: Cara Black /  Daniela Hantuchová (11),  Latisha Chan /  Zheng Jie (9),  Alicja Rosolska /  Zi Yan (15)

### 25 giugno (5º giorno)
Nella quinta giornata si sono giocati gli incontri del terzo turno dei singolari maschili e femminili e gli incontri del primo e secondo turno del doppio maschile, femminile e misto in base al programma della giornata.
Nel torneo del singolare maschile Roger Federer, testa di serie numero 1, ha battuto sul Centre Court il trentaduenne francese Arnaud Clément con il punteggio di 6-2, 6-4, 6-2. La testa di serie numero 3 Novak Đoković ha eliminato lo spagnolo Albert Montañés per 6-1, 6-4, 6-4. L'australiano Lleyton Hewitt, vincitore di Wimbledon nel 2002, ha sconfitto il francese Gaël Monfils 6-3, 7–6(9), 6-4. Andy Roddick, testa di serie numero 5, ha sconfitto il tedesco Philipp Kohlschreiber. Il finalista di Wimbledon 2009 si è imposto con il punteggio di 7-5, 6(5)–7, 6-3, 6-3.John Isner è stato sconfitto per 6-0, 6-3, 6-2 dall'olandese Thiemo de Bakker in 75 minuti di gioco. Jürgen Melzer ha battuto Feliciano López con il punteggio di 3-6, 6-3, 6-2, 6-4.
Nel torneo del singolare femminile, Justine Henin ha sconfitto la russa Nadia Petrova con il punteggio di 6-1, 6-4. La Clijsters, testa di serie numero 8 ha eliminato con il punteggio di 6-3 6-3 la russa Marija Kirilenko.
La statunitense Venus Williams, testa di serie numero due, ha battuto la russa Alisa Klejbanova in due set con il punteggio di 6-4, 6-2. Vera Zvonarëva ha sconfitto Yanina Wickmayer per 6-4, 6-2. La finalista del 2007, e futura vincitrice del torneo, Marion Bartoli ha battuto per 6-3, 6-4 l'ungherese Gréta Arn. La bulgara Cvetana Pironkova ha approfittato del ritiro sul 6-4, 2-0 della russa Regina Kulikova.
| Incontri sui campi principali | Incontri sui campi principali          | Incontri sui campi principali       | Incontri sui campi principali |
| Incontri sul Centre Court     | Incontri sul Centre Court              | Incontri sul Centre Court           | Incontri sul Centre Court     |
| Turno                         | Vincitore                              | Perdente                            | Punteggio                     |
| ----------------------------- | -------------------------------------- | ----------------------------------- | ----------------------------- |
| 3º turno singolare femminile  | Justine Henin [17]                     | Nadia Petrova [12]                  | 6–1, 6–4                      |
| 3º turno singolare maschile   | Lleyton Hewitt [15]                    | Gaël Monfils [21]                   | 6–3, 7–69, 6–4                |
| 3º turno singolare maschile   | Roger Federer [1]                      | Arnaud Clément                      | 6–2, 6–4, 6–2                 |
| 1º turno doppio misto         | André Sá Vera Zvonarëva                | Jamie Murray [WC] Laura Robson [WC] | 6–3, 6–3                      |
| Incontri sul No. 1 Court      |                                        |                                     |                               |
| Turno                         | Vincitore                              | Perdente                            | Punteggio                     |
| 3º turno singolare maschile   | Novak Đoković [3]                      | Albert Montañés [28]                | 6–1, 6–4, 6–4                 |
| 3º turno singolare femminile  | Venus Williams [2]                     | Alisa Klejbanova [26]               | 6–4, 6–2                      |
| 3º turno singolare maschile   | Andy Roddick [5]                       | Philipp Kohlschreiber [29]          | 7–5, 65–7, 6–3, 6–3           |
| Incontri sul No. 2 Court      |                                        |                                     |                               |
| Turno                         | Vincitore                              | Perdente                            | Punteggio                     |
| 3º turno singolare femminile  | Kim Clijsters [8]                      | Marija Kirilenko [27]               | 6–3, 6–3                      |
| 3º turno singolare femminile  | Jelena Janković [4]                    | Al'ona Bondarenko [28]              | 6–0, 6–3                      |
| 3º turno singolare maschile   | Jürgen Melzer [16]                     | Feliciano López [22]                | 4–6, 6–3, 6–2, 6–4            |
| 2º turno doppio femminile     | Serena Williams [1] Venus Williams [1] | Timea Bacsinszky Tathiana Garbin    | 6–1, 7–62                     |

- Teste di serie eliminate:
  - Singolare maschile:  Feliciano López (22),  Albert Montañés (28),  Michail Južnyj (13),  Gaël Monfils (21)
  - Singolare femminile: Nadia Petrova (12),  Alisa Klejbanova (26),  Marija Kirilenko (27),  Al'ona Bondarenko (28),  Yanina Wickmayer (15)
  - Doppio femminile:  Marija Kirilenko /  Agnieszka Radwańska (10),  Alicja Rosolska /  Yan Zi (15)
  - Doppio maschile: František Čermák /  Michal Mertiňák (9)

### 26 giugno (6º giorno)
Nella 6ª giornata si sono giocati gli incontri del terzo turno dei singolari maschili e femminili e gli incontri del primo e secondo turno del doppio maschile, femminile e misto in base al programma della giornata.
Nel torneo del singolare maschile, il numero 1 del mondo Rafael Nadal passa il turno dopo aver battuto il tedesco Philipp Petzschner, testa di serie numero 33.
Robin Söderling ha battuto il brasiliano Thomaz Bellucci, numero 25 del tabellone, con il risultato finale di 6-4, 6-2, 7-5.Jo-Wilfried Tsonga ha vinto il suo incontro per 6-1, 6-4, 7-6(1) che lo vedeva opposto al tedesco Tobias Kamke, che al secondo turno aveva eliminato Andreas Seppi.
Il tennista scozzese Andy Murray si è imposto per 6-1 6-4 6-4 sul francese Gilles Simon, numero 26 del tabellone. Lo statunitense numero 18 del tabellone Sam Querrey si è imposto sul belga Xavier Malisse dopo cinque set con il punteggio di 6(4)–7, 6-4, 6-2, 5-7, 9-7.
Nel torneo del singolare femminile Serena Williams ha battuto in due set per 6-0, 7-5 la slovacca Dominika Cibulková. Marija Šarapova, numero 16 del tabellone e vincitrice a Wimbledon nel 2004, ha battuto la ceca Barbora Strýcová per 7-5, 6-3. La numero 3, la danese Caroline Wozniacki, si è imposta per 7-5, 6-4 sulla russa Anastasija Pavljučenkova. Flavia Pennetta è stata sconfitta dalla ceca Klára Koukalová con il punteggio di 6-2, 6-3.
| Incontri sui campi principali | Incontri sui campi principali          | Incontri sui campi principali               | Incontri sui campi principali |
| Incontri sul Centre Court     | Incontri sul Centre Court              | Incontri sul Centre Court                   | Incontri sul Centre Court     |
| Turno                         | Vincitore                              | Perdente                                    | Punteggio                     |
| ----------------------------- | -------------------------------------- | ------------------------------------------- | ----------------------------- |
| 3º turno singolare femminile  | Serena Williams [1]                    | Dominika Cibulková                          | 6–0, 7–5                      |
| 3º turno singolare maschile   | Rafael Nadal [2]                       | Philipp Petzschner [33]                     | 6–4, 4–6, 65–7, 6–2, 6–3      |
| 3º turno singolare maschile   | Andy Murray [4]                        | Gilles Simon [26]                           | 6–1, 6–4, 6–4                 |
| Incontri sul No. 1 Court      |                                        |                                             |                               |
| Turno                         | Vincitore                              | Perdente                                    | Punteggio                     |
| 3º turno singolare maschile   | Robin Söderling [6]                    | Thomaz Bellucci [25]                        | 6–4, 6–2, 7–5                 |
| 3º turno singolare femminile  | Marija Šarapova [16]                   | Barbora Strýcová                            | 7–5, 6–3                      |
| 3º turno singolare maschile   | Sam Querrey [18]                       | Xavier Malisse                              | 64–7, 6–4, 6–2, 5–7, 9–7      |
| Incontri sul No. 2 Court      |                                        |                                             |                               |
| Turno                         | Vincitore                              | Perdente                                    | Punteggio                     |
| 3º turno singolare femminile  | Agnieszka Radwańska [7]                | Sara Errani [32]                            | 6–3, 6–1                      |
| 3º turno singolare femminile  | Caroline Wozniacki [3]                 | Anastasija Pavljučenkova [29]               | 7–5, 6–4                      |
| 3º turno singolare maschile   | Jo-Wilfried Tsonga [10]                | Tobias Kamke [Q]                            | 6–1, 6–4, 7–6(1)              |
| 3º turno doppio femminile     | Serena Williams [1] Venus Williams [1] | Dominika Cibulková Anastasija Pavljučenkova | 6–1, 6–2                      |

- Teste di serie eliminate:
  - Singolare maschile:  Thomaz Bellucci (26),  Philipp Petzschner (33),  Gilles Simon (26)
  - Singolare femminile: Viktoryja Azaranka (14),  Sara Errani (32),  Anastasija Pavljučenkova (29),  Flavia Pennetta (10),  Alexandra Dulgheru (31)
  - Doppio maschile: Daniel Nestor /  Nenad Zimonjić (1),  Marcelo Melo /  Bruno Soares (15),  Mariusz Fyrstenberg /  Marcin Matkowski (6)
  - Doppio femminile:  Chuang Chia-jung /  Ol'ga Govorcova (17),  Monica Niculescu /  Shahar Peer (14),  Vera Duševina /  Ekaterina Makarova (13)
  - Doppio misto:  Oliver Marach /  Nuria Llagostera Vives (4),  Mahesh Bhupathi /  Liezel Huber (3),  Robert Lindstedt /  Ekaterina Makarova (13)

### Middle Sunday (27 giugno)
Nella 1ª domenica del torneo non viene giocato alcun incontro; questo giorno viene tradizionalmente chiamato "Middle Sunday"

### 28 giugno (7º giorno)
Nella 7ª giornata si sono giocati gli incontri degli ottavi di finale dei singolari maschili e femminili e gli incontri del secondo e terzo turno del doppio maschile, femminile e misto. Sono iniziati i tornei riservati alla categoria juniores in base al programma della giornata.
Nel torneo del singolare maschile Roger Federer ha vinto contro Jürgen Melzer per 6-3, 6-2, 6-3 in 1 ora e 24 minuti di gioco. Tomáš Berdych è passato agli ottavi battendo Daniel Brands per 4-6, 7-6(1), 7-5, 6-3. Novak Đoković ha vinto contro Lleyton Hewitt, che aveva vinto il torneo di singolare maschile nel 2002.Andy Roddick, testa di serie numero 5, che nel 2009 era arrivato in finale, ha perso contro Lu Yen-hsun per 4-6, 7–6(3), 7–6(4), 6(5)–7, 9-7. Lu, con questo successo diventa il primo cinese di Taipei a raggiungere i quarti in un torneo dello Slam.Rafael Nadal ha battuto Paul-Henri Mathieu, qualificandosi per i quarti di finale, con il punteggio di 6-4, 6-2, 6-2. Robin Söderling ha battuto David Ferrer per 6-2, 5-7, 6-2, 3-6, 7-5. Andy Murray ha sconfitto, dopo aver perso il primo set, Sam Querrey. Jo-Wilfried Tsonga ha vinto contro Julien Benneteau, cedendo un set vincendo per 6-1, 6-4, 3-6, 6-1 nel derby francese.
Nel torneo del singolare femminile nella sfida tra Kim Clijsters e Justine Henin è Kim ad avere la meglio con il punteggio di 2-6, 6-2, 6-3.
La russa Vera Zvonarëva ha approfittato del ritiro della numero 4 del tabellone Jelena Janković per accedere al turno successivo. la numero 1 del mondo Serena Williams ha battuto la russa Marija Šarapova per 7–6(9), 6-4. La cinese Li Na ha sconfitto la polacca Agnieszka Radwańska in due set, vincendo con il punteggio di 6-3, 6-2. Venus Williams ha superato l'australiana Jarmila Groth con il punteggio di 6-4, 7–6(5).
| Incontri sui campi principali        | Incontri sui campi principali          | Incontri sui campi principali              | Incontri sui campi principali |
| Incontri sul Centre Court            | Incontri sul Centre Court              | Incontri sul Centre Court                  | Incontri sul Centre Court     |
| Turno                                | Vincitore                              | Perdente                                   | Punteggio                     |
| ------------------------------------ | -------------------------------------- | ------------------------------------------ | ----------------------------- |
| Ottavi di finale singolare maschile  | Roger Federer [1]                      | Jürgen Melzer [16]                         | 6-3, 6-2, 6-3                 |
| Ottavi di finale singolare femminile | Serena Williams [1]                    | Marija Šarapova [16]                       | 7-69, 6-4                     |
| Ottavi di finale singolare maschile  | Andy Murray [4]                        | Sam Querrey [18]                           | 7-5, 6-3, 6-4                 |
| 2º turno doppio misto                | Nenad Zimonjić [1] Samantha Stosur [1] | Colin Fleming [WC] Sarah Borwell [WC]      | 6–1, 6–4                      |
| Incontri sul No. 1 Court             |                                        |                                            |                               |
| Turno                                | Vincitore                              | Perdente                                   | Punteggio                     |
| Ottavi di finale singolare femminile | Kim Clijsters [8]                      | Justine Henin [17]                         | 2-6, 6-2, 6-3                 |
| Ottavi di finale singolare maschile  | Novak Đoković [3]                      | Lleyton Hewitt [15]                        | 7-5, 6-4, 3-6, 6-4            |
| Ottavi di finale singolare maschile  | Rafael Nadal [2]                       | Paul-Henri Mathieu                         | 6-4, 6-2, 6-2                 |
| Incontri sul No. 2 Court             |                                        |                                            |                               |
| Turno                                | Vincitore                              | Perdente                                   | Punteggio                     |
| Ottavi di finale singolare femminile | Venus Williams [2]                     | Jarmila Groth                              | 6-4, 7-65                     |
| Ottavi di finale singolare femminile | Petra Kvitová                          | Caroline Wozniacki [3]                     | 6-2, 6-0                      |
| Ottavi di finale singolare maschile  | Lu Yen-hsun                            | Andy Roddick [5]                           | 4-6, 7-63, 7-64, 65-7, 9-7    |
| 2º turno doppio misto                | Jonathan Marray Anna Smith             | Marcin Matkowski [16] Tathiana Garbin [16] | 7–66, 63–7, 6–4               |

- Teste di serie eliminate:
  - Singolare maschile:  Julien Benneteau (32),  Jürgen Melzer (16),  Lleyton Hewitt (15),  Sam Querrey (18),  David Ferrer (9),  Andy Roddick (5)
  - Singolare femminile:  Marion Bartoli (11),  Justine Henin (17),  Jelena Janković (4),  Agnieszka Radwańska (7),  Marija Šarapova (16),  Caroline Wozniacki (3)
  - Doppio maschile: Julian Knowle /  Andy Ram (8),  Mahesh Bhupathi /  Maks Mirny (4),  Simon Aspelin /  Paul Hanley (10)
  - Doppio femminile: Nadia Petrova /  Samantha Stosur (3),  Cara Black /  Daniela Hantuchová (11),  Hsieh Su-wei /  Alla Kudrjavceva (16)
  - Doppio misto:  Marcin Matkowski /  Tathiana Garbin (16),  Paul Hanley /  Latisha Chan (12),  Andy Ram /  Elena Vesnina (15)

### 29 giugno (8º giorno)
Nell'ottava giornata si sono giocati gli incontri dei quarti di finale del singolare femminile e gli incontri del terzo turno e quarti di finale del doppio maschile, femminile e misto. Sono andati avanti i tornei riservati alla categoria juniores e iniziati quelli riservati alle leggende in base al programma della giornata.

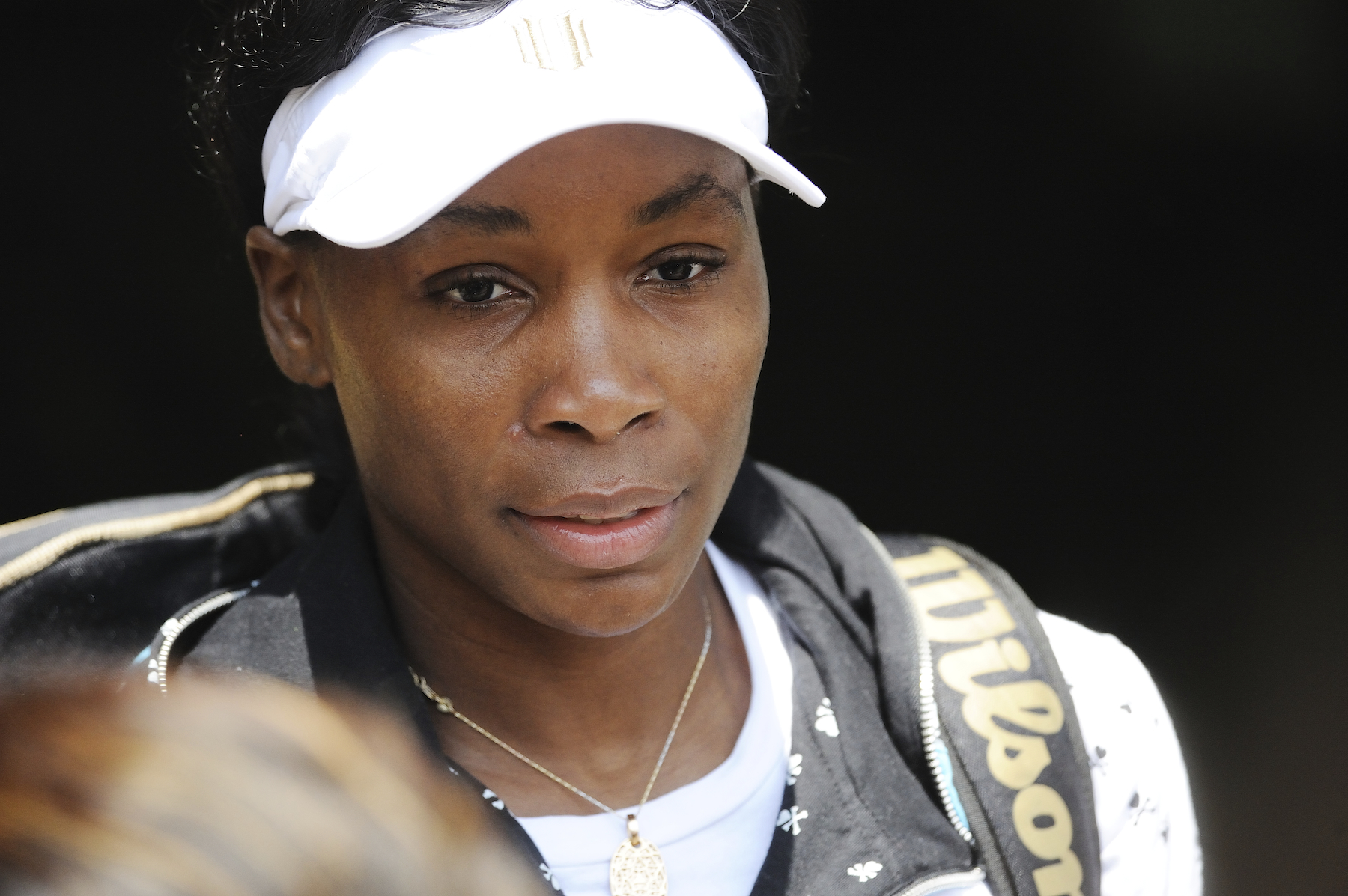
Venus Williams, eliminata a sorpresa da Cvetana Pironkova.

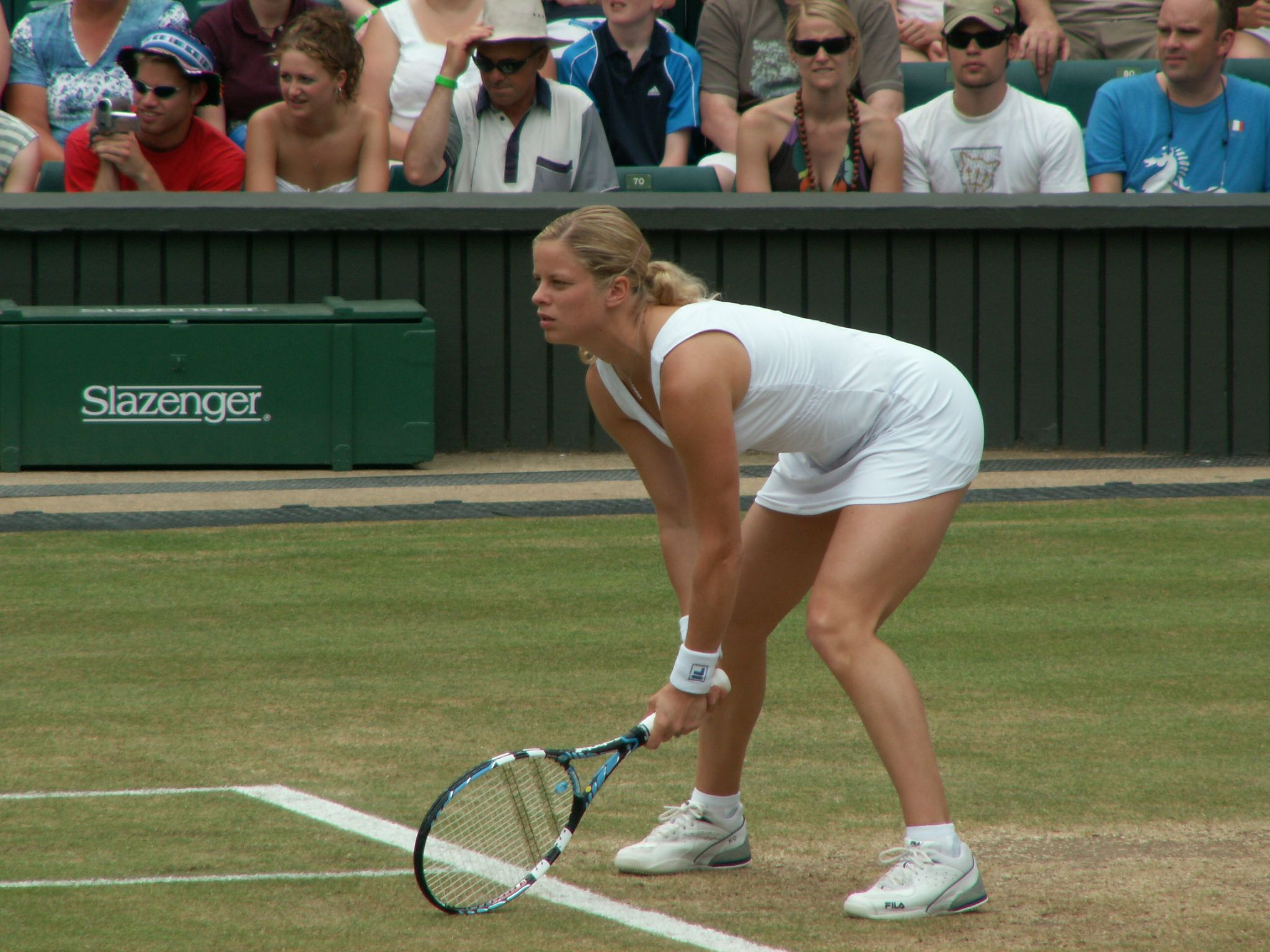
Kim Clijsters, eliminata da Vera Zvonarëva.

Nel torneo del singolare femminile Cvetana Pironkova ha eliminato a sorpresa Venus Williams. La russa Vera Zvonarëva ha battuto Kim Clijsters per 3-6, 6-4, 6-2. Li Na ha perso contro Serena Williams per 7–5, 6–3. La ventenne Petra Kvitová ha vinto contro Kaia Kanepi, raggiungendo per la prima volta le semifinali di un torneo del Slam. La ceca ha vinto con il punteggio di 4–6, 7–6(8), 8–6.
| Incontri sui campi principali        | Incontri sui campi principali          | Incontri sui campi principali             | Incontri sui campi principali |
| Incontri sul Centre Court            | Incontri sul Centre Court              | Incontri sul Centre Court                 | Incontri sul Centre Court     |
| Turno                                | Vincitore                              | Perdente                                  | Punteggio                     |
| ------------------------------------ | -------------------------------------- | ----------------------------------------- | ----------------------------- |
| Quarti di finale singolare femminile | Vera Zvonarëva [21]                    | Kim Clijsters [8]                         | 3–6, 6–4, 6–2                 |
| Quarti di finale singolare femminile | Serena Williams [1]                    | Li Na [9]                                 | 7–5, 6–3                      |
| 3º turno doppio maschile             | Bob Bryan [2] Mike Bryan [2]           | Carsten Ball Chris Guccione               | 6–4, 6–4, 7–65                |
| Doppio femminile per invito          | Martina Navrátilová Jana Novotná       | Conchita Martínez Nathalie Tauziat        | 7–5, 6–1                      |
| Incontri sul No. 1 Court             |                                        |                                           |                               |
| Turno                                | Vincitore                              | Perdente                                  | Punteggio                     |
| Quarti di finale singolare femminile | Cvetana Pironkova                      | Venus Williams [2]                        | 6–2, 6–3                      |
| Quarti di finale singolare femminile | Petra Kvitová                          | Kaia Kanepi [Q]                           | 4–6, 7–68, 8–6                |
| Quarti di finale doppio maschile     | Robert Lindstedt [16] Horia Tecău [16] | Marcel Granollers [11] Tommy Robredo [11] | 7–65, 6–2, 2–6, 6–4           |
| Incontri sul No. 2 Court             |                                        |                                           |                               |
| Turno                                | Vincitore                              | Perdente                                  | Punteggio                     |
| Terzo turno doppio misto             | Julian Knowle Jaroslava Švedova        | Bruno Soares Hsieh Su-wei                 | 6–4, 7–5                      |
| 3º turno doppio maschile             | Jürgen Melzer Philipp Petzschner       | Lu Yen-hsun Janko Tipsarević              | 6–4, 6–2, 6–4                 |
| Terzo turno doppio femminile         | Elena Vesnina Vera Zvonarëva           | Iveta Benešová [12] Barbora Strýcová [12] | 6–3, 6–2                      |
| Doppio femminile per invito          | Martina Hingis Anna Kurnikova          | Anne Hobbs Samantha Smith                 | 6–2, 6–4                      |

- Teste di serie eliminate:
  - Singolare maschile: Nessuna
  - Singolare femminile:  Venus Williams (2),  Kim Clijsters (8),  Li Na (9)
  - Doppio maschile: Marcel Granollers /  Tommy Robredo (11),  Julien Benneteau /  Michaël Llodra (14)
  - Doppio femminile: Iveta Benešová /  Barbora Strýcová (12)
  - Doppio misto:  Daniel Nestor /  Bethanie Mattek-Sands (6),  Maks Mirny /  Alisa Klejbanova (7)

### 30 giugno (9º giorno)
Nella nona giornata si sono giocati gli incontri dei quarti di finale del singolare maschile e gli incontri di quarti di finale del doppio maschile, femminile e misto. Sono andati avanti i tornei riservati alla categoria juniores e quelli riservati alle leggende in base al programma della giornata.

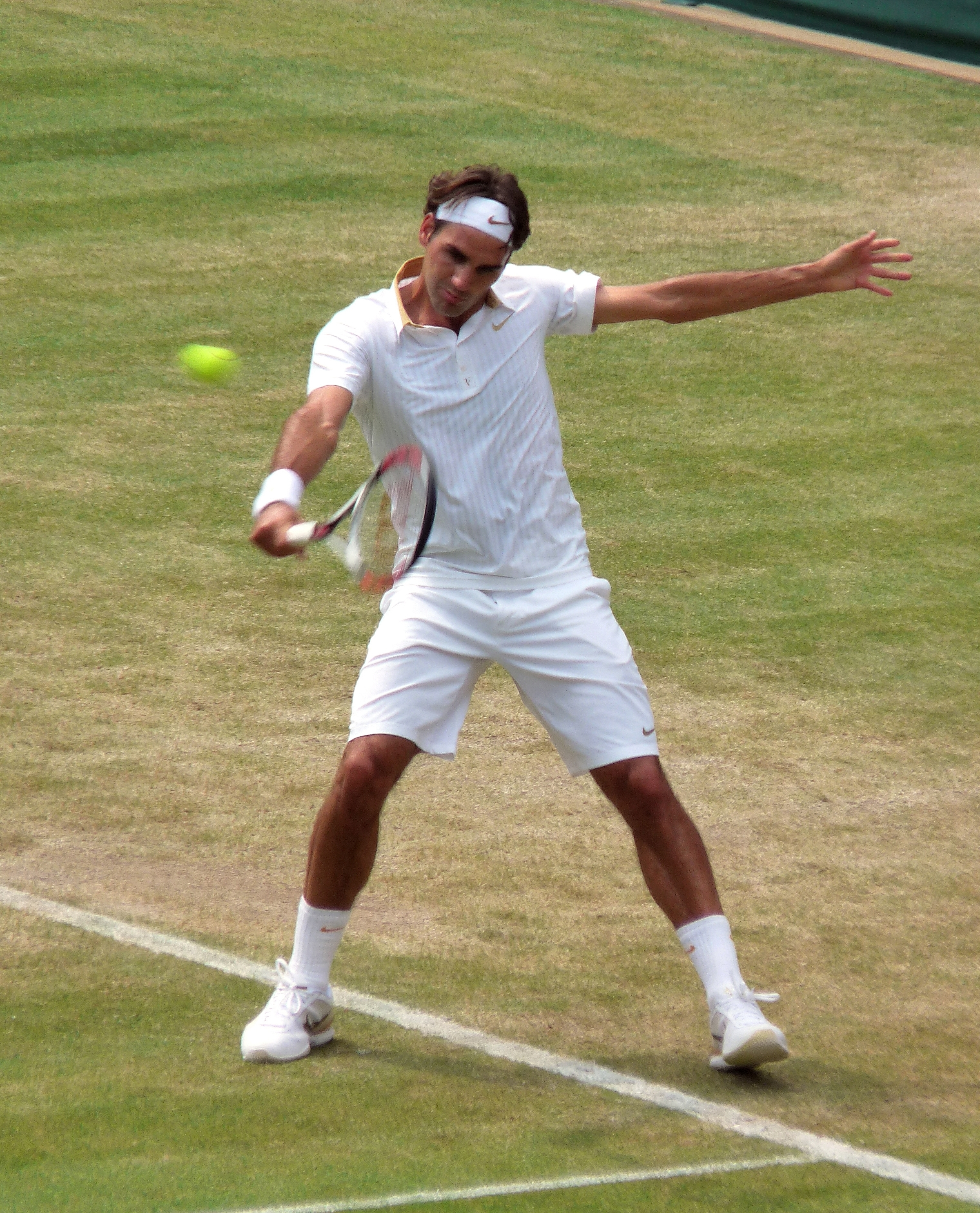
Roger Federer, sei volte campione, eliminato da Tomáš Berdych.

Nel torneo del singolare maschile Roger Federer viene sconfitto ai quarti di finale per mano del ceco Tomáš Berdych con il punteggio di 6-4, 3-6, 6-1, 6-4 dopo due ore e 34 minuti di gioco. Per la prima volta dal 2002, Federer non giocherà l'ultimo atto del torneo di Wimbledon. Il serbo Novak Đoković, numero 3 del seeding, ha battuto con il punteggio di 6-3, 6-2, 6-2 il tennista di Taipei Lu Yen-hsun. Il maiorchino Rafael Nadal ha raggiunto la semifinale, battendo lo svedese Robin Söderling in quattro set con il punteggio di 3-6, 6-3, 7–6(4), 6-1.Andy Murray ha eliminato per 6(5)–7, 7–6(5), 6-2, 6-2 Jo-Wilfried Tsonga che per la prima volta giocava i quarti a Wimbledon.
| Incontri sui campi principali       | Incontri sui campi principali              | Incontri sui campi principali      | Incontri sui campi principali |
| Incontri sul Centre Court           | Incontri sul Centre Court                  | Incontri sul Centre Court          | Incontri sul Centre Court     |
| Turno                               | Vincitore                                  | Perdente                           | Punteggio                     |
| ----------------------------------- | ------------------------------------------ | ---------------------------------- | ----------------------------- |
| Quarti di finale singolare maschile | Tomáš Berdych [12]                         | Roger Federer [1]                  | 6-4, 3-6, 6-1, 6-4            |
| Quarti di finale singolare maschile | Andy Murray [4]                            | Jo-Wilfried Tsonga [10]            | 65-7, 7-65, 6-2, 6-2          |
| Quarti di finale doppio femminile   | Liezel Huber [5] Bethanie Mattek-Sands [5] | Lisa Raymond [7] Rennae Stubbs [7] | 6–4, 6–3                      |
| Incontri sul No. 1 Court            |                                            |                                    |                               |
| Turno                               | Vincitore                                  | Perdente                           | Punteggio                     |
| Quarti di finale singolare maschile | Novak Đoković [3]                          | Lu Yen-hsun                        | 6-3, 6-2, 6-2                 |
| Quarti di finale singolare maschile | Rafael Nadal [2]                           | Robin Söderling [6]                | 3-6, 6-3, 7-64, 6-1           |
| Quarti di finale doppio femminile   | Gisela Dulko [4] Flavia Pennetta [4]       | Julia Görges Ágnes Szávay          | 6–2, 6–2                      |

- Teste di serie eliminate:
  - Singolare maschile:  Roger Federer (1),  Robin Söderling (6),  Jo-Wilfried Tsonga (10)
  - Singolare femminile: Nessuna
  - Doppio maschile:  Bob Bryan /  Mike Bryan (2)
  - Doppio femminile:  Serena Williams /  Venus Williams (1),  Květa Peschke /  Katarina Srebotnik (6),  Lisa Raymond /  Rennae Stubbs (7)
  - Doppio misto:  Nenad Zimonjić /  Samantha Stosur (1),  Mark Knowles /  Katarina Srebotnik (5),  Mariusz Fyrstenberg /  Yan Zi (8)

### 1º luglio (10º giorno)
Nella decima giornata si sono giocati gli incontri di semifinale del singolare femminile e gli incontri di quarti di finale e semifinale del doppio maschile e misto. Sono andati avanti i tornei riservati alla categoria juniores e quelli riservati alle leggende in base al programma della giornata.
Nel torneo del singolare femminile Serena Williams, testa di serie numero uno, ha battuto in due set la ceca Petra Kvitová.
Vera Zvonarëva ha superato Cvetana Pironkova con il punteggio di 3-6, 6-3, 6-2.
| Incontri sui campi principali  | Incontri sui campi principali          | Incontri sui campi principali      | Incontri sui campi principali |
| Incontri sul Centre Court      | Incontri sul Centre Court              | Incontri sul Centre Court          | Incontri sul Centre Court     |
| Turno                          | Vincitore                              | Perdente                           | Punteggio                     |
| ------------------------------ | -------------------------------------- | ---------------------------------- | ----------------------------- |
| Semifinali singolare femminile | Vera Zvonarëva [21]                    | Cvetana Pironkova                  | 3-6, 6-3, 6-2                 |
| Semifinali singolare femminile | Serena Williams [1]                    | Petra Kvitová                      | 7-65, 6-2                     |
| Semifinali doppio maschile     | Robert Lindstedt [16] Horia Tecău [16] | Juan Ignacio Chela Eduardo Schwank | 6–4, 7–5, 6–2                 |
| Doppio femminile per invito    | Martina Hingis Anna Kurnikova          | Helena Suková Andrea Temesvári     | 6–1, 6–4                      |
| Incontri sul No. 1 Court       |                                        |                                    |                               |
| Turno                          | Vincitore                              | Perdente                           | Punteggio                     |
| Semifinali doppio maschile     | Jürgen Melzer Philipp Petzschner       | Wesley Moodie [7] Dick Norman [7]  | 7–63, 6–3, 3–6, 5–7, 6–3      |
| Quarti di finale doppio misto  | Marcelo Melo [10] Rennae Stubbs [10]   | Xavier Malisse Kim Clijsters       | 7–63, 7–63                    |
| Quarti di finale doppio misto  | Wesley Moodie [11] Lisa Raymond [11]   | Julian Knowle Jaroslava Švedova    | 7–68, 3–6, 6–2                |

- Teste di serie eliminate:
  - Singolare maschile: Nessuna
  - Singolare femminile: Nessuna
  - Doppio maschile:  Wesley Moodie /  Dick Norman (7)
  - Doppio femminile: Nessuna
  - Doppio misto:  Paul Hanley /  Latisha Chan (12)

### 2 luglio (11º giorno)
Nell'undicesima giornata si sono giocati gli incontri di semifinale del singolare maschile e gli incontri di semifinale del doppio femminile e misto. Sono andati avanti i tornei riservati alla categoria juniores e quelli riservati alle leggende e sono iniziati i tornei riservati agli atleti in carrozzina in base al programma della giornata.

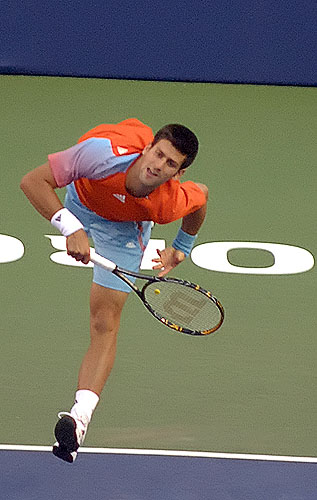
Novak Đoković eliminato da Tomáš Berdych

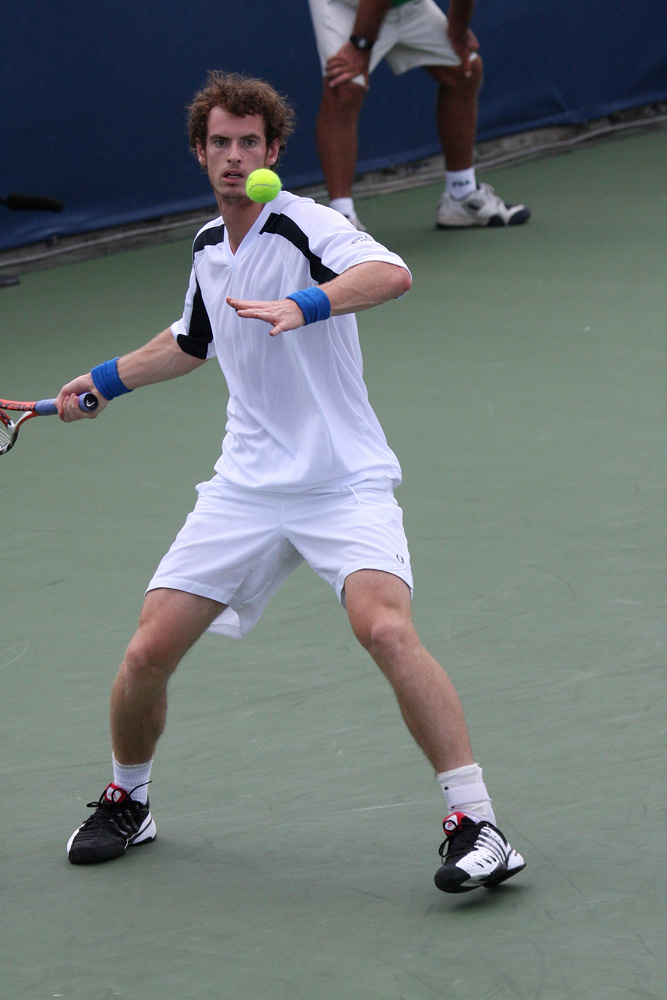
Andy Murray eliminato da Rafael Nadal

Nel torneo del singolare maschile Rafael Nadal ha vinto contro lo scozzese Andy Murray accendendo alla sua quarta finale nel torneo di Wimbledon. Il punteggio finale dell'incontro è stato 6-4, 7–6(6), 6-4
Tomáš Berdych ha battuto Novak Đoković accedendo per la prima volta in finale a Wimbledon.
| Incontri sui campi principali | Incontri sui campi principali        | Incontri sui campi principali              | Incontri sui campi principali |
| Incontri sul Centre Court     | Incontri sul Centre Court            | Incontri sul Centre Court                  | Incontri sul Centre Court     |
| Turno                         | Vincitore                            | Perdente                                   | Punteggio                     |
| ----------------------------- | ------------------------------------ | ------------------------------------------ | ----------------------------- |
| Semifinali singolare maschile | Tomáš Berdych [12]                   | Novak Đoković [3]                          | 6-3, 7-69, 6-3                |
| Semifinali singolare maschile | Rafael Nadal [2]                     | Andy Murray [4]                            | 6-4, 7-66, 6-4                |
| Doppio femminile per invito   | Martina Navrátilová Jana Novotná     | Ilana Kloss Rosalyn Nideffer               | 6–3, 6–1                      |
| Incontri sul No. 1 Court      |                                      |                                            |                               |
| Turno                         | Vincitore                            | Perdente                                   | Punteggio                     |
| Semifinali doppio femminile   | Elena Vesnina Vera Zvonarëva         | Gisela Dulko [4] Flavia Pennetta [4]       | 6–3, 6–1                      |
| Semifinali doppio femminile   | Vania King Jaroslava Švedova         | Liezel Huber [5] Bethanie Mattek-Sands [5] | 6–4, 6–4                      |
| Semifinali doppio misto       | Leander Paes [2] Cara Black [2]      | Lukáš Dlouhý [9] Iveta Benešová [9]        | 6–3, 6–3                      |
| Semifinali doppio misto       | Wesley Moodie [11] Lisa Raymond [11] | Marcelo Melo [10] Rennae Stubbs [10]       | 6–4, 6–4                      |

- Teste di serie eliminate:
  - Singolare maschile:  Novak Đoković (3),  Andy Murray (4)
  - Singolare femminile: Nessuna
  - Doppio maschile: Nessuna
  - Doppio femminile: Gisela Dulko /  Flavia Pennetta (4),  Liezel Huber /  Bethanie Mattek-Sands (5)
  - Doppio misto:  Lukáš Dlouhý /  Iveta Benešová (9),  Marcelo Melo /  Rennae Stubbs (10)

### 3 luglio (12º giorno)
Nella dodicesima giornata si sono giocati gli incontri di finale del singolare femminile, doppio femminile e maschile. Sono andati avanti i tornei riservati alla categoria juniores e quelli riservati alle leggende e i tornei riservati agli atleti in carrozzina in base al programma della giornata.

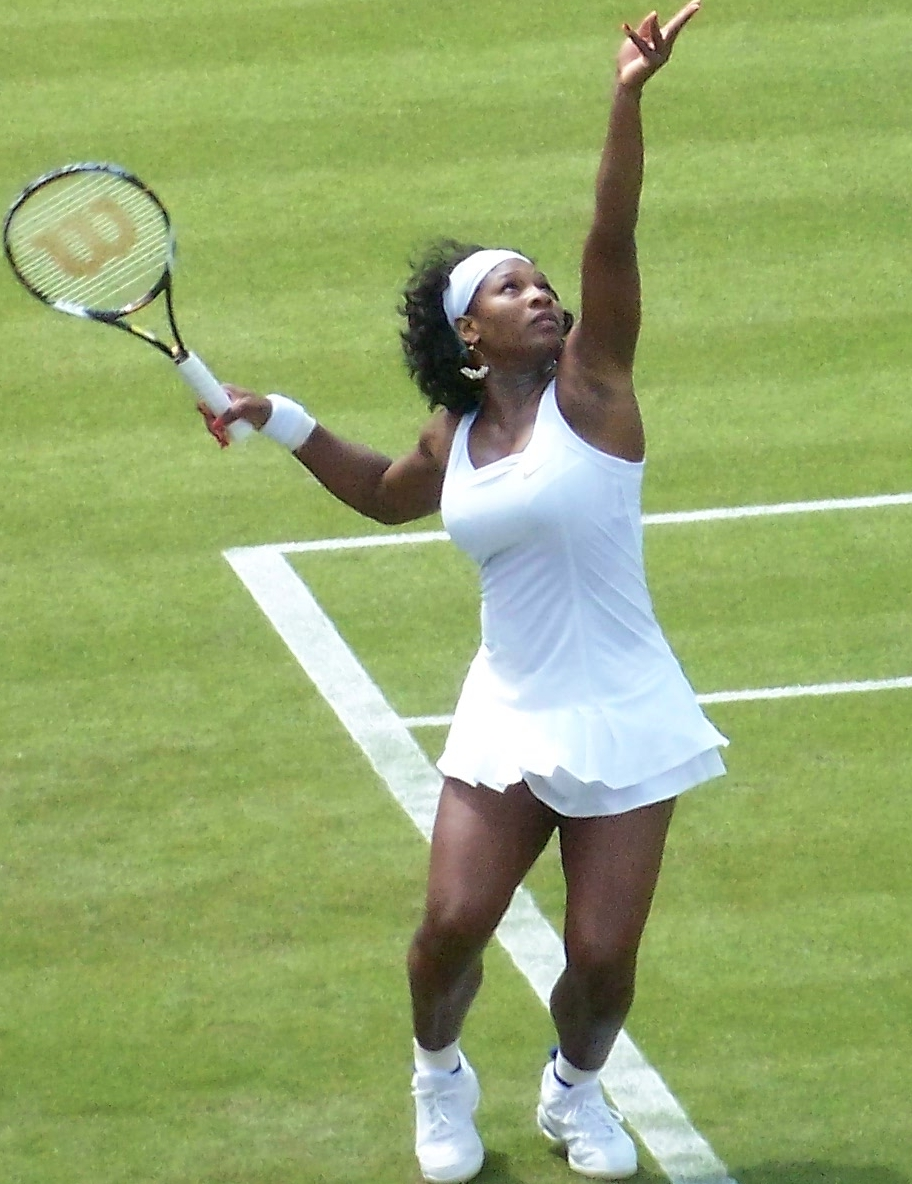
La vincitrice del torneo femminile Serena Williams

Nel torneo del singolare femminile Serena Williams conquista il trofeo per la quarta volta. La minore delle sorelle Williams impiega un'ora e sette minuti per avere la meglio sulla russa Vera Zvonarëva, imponendosi per 6-3, 6-2. La numero 1 del seeding conquista così il suo tredicesimo titolo del Grande Slam della carriera, il secondo dell'anno, dopo l'Australian Open di gennaio superando anche Billie Jean King.
| Incontri sui campi principali | Incontri sui campi principali    | Incontri sui campi principali          | Incontri sui campi principali |
| Incontri sul Centre Court     | Incontri sul Centre Court        | Incontri sul Centre Court              | Incontri sul Centre Court     |
| Turno                         | Vincitore                        | Perdente                               | Punteggio                     |
| ----------------------------- | -------------------------------- | -------------------------------------- | ----------------------------- |
| Finale singolare femminile    | Serena Williams [1]              | Vera Zvonarëva [21]                    | 6-3, 6-2                      |
| Finale doppio maschile        | Jürgen Melzer Philipp Petzschner | Robert Lindstedt [16] Horia Tecău [16] | 6–1, 7–5, 7–5                 |
| Finale doppio femminile       | Jürgen Melzer Philipp Petzschner | Robert Lindstedt [16] Horia Tecău [16] | 6–1, 7–5, 7–5                 |
| Incontri sul No. 1 Court      |                                  |                                        |                               |
| Turno                         | Vincitore                        | Perdente                               | Punteggio                     |
| Finale singolare ragazze      | Kristýna Plíšková [9]            | Sachie Ishizu [10]                     | 6–3, 4–6, 6–4                 |
| Doppio maschile per invito    | Donald Johnson Jared Palmer      | Mark Petchey Chris Wilkinson           | 6–3, 7–63                     |
| Doppio maschile per invito    | Justin Gimelstob Todd Martin     | Wayne Ferreira Evgenij Kafel'nikov     | 6–4, 7–5                      |

#### Statistiche della finale femminile
| 3 luglio 2010 15:00 Finale femminile | Serena Williams (1) | 2 – 0 6-3, 6-2 | Vera Zvonarëva (21) | Centre Court, Wimbledon spettatori: 22.000 Giudice di sedia: Mariana Alves |

|     |                         |     |  |
| 66% | Prime di servizio       | 75% |  |
|     |                         |     |  |
| 3   | Doppi falli             | 2   |  |
|     |                         |     |  |
| 15  | Errori gratuiti         | 11  |  |
|     |                         |     |  |
| 72  | Vincenti                | 64  |  |
|     |                         |     |  |
| 9   | Aces                    | 4   |  |
|     |                         |     |  |
| 94% | Vincenti 1ª di servizio | 63% |  |
|     |                         |     |  |
| 41% | Vincenti 2ª di servizio | 36% |  |
|     |                         |     |  |
| 62  | Punti totali            | 43  |  |
|     |                         |     |  |
|     |                         |     |  |

- Teste di serie eliminate:
  - Singolare maschile: Nessuna
  - Singolare femminile:  Vera Zvonarëva (21)
  - Doppio maschile:  Robert Lindstedt /  Horia Tecău (16)
  - Doppio femminile:Nessuna
  - Doppio misto: Nessuna

### 4 luglio (13º giorno)
Nella tredicesima e ultima giornata si sono giocati gli incontri di finale del singolare maschile dei tornei riservati alla categoria juniores e quelli riservati alle leggende e i tornei riservati agli atleti in carrozzina in base al programma della giornata.

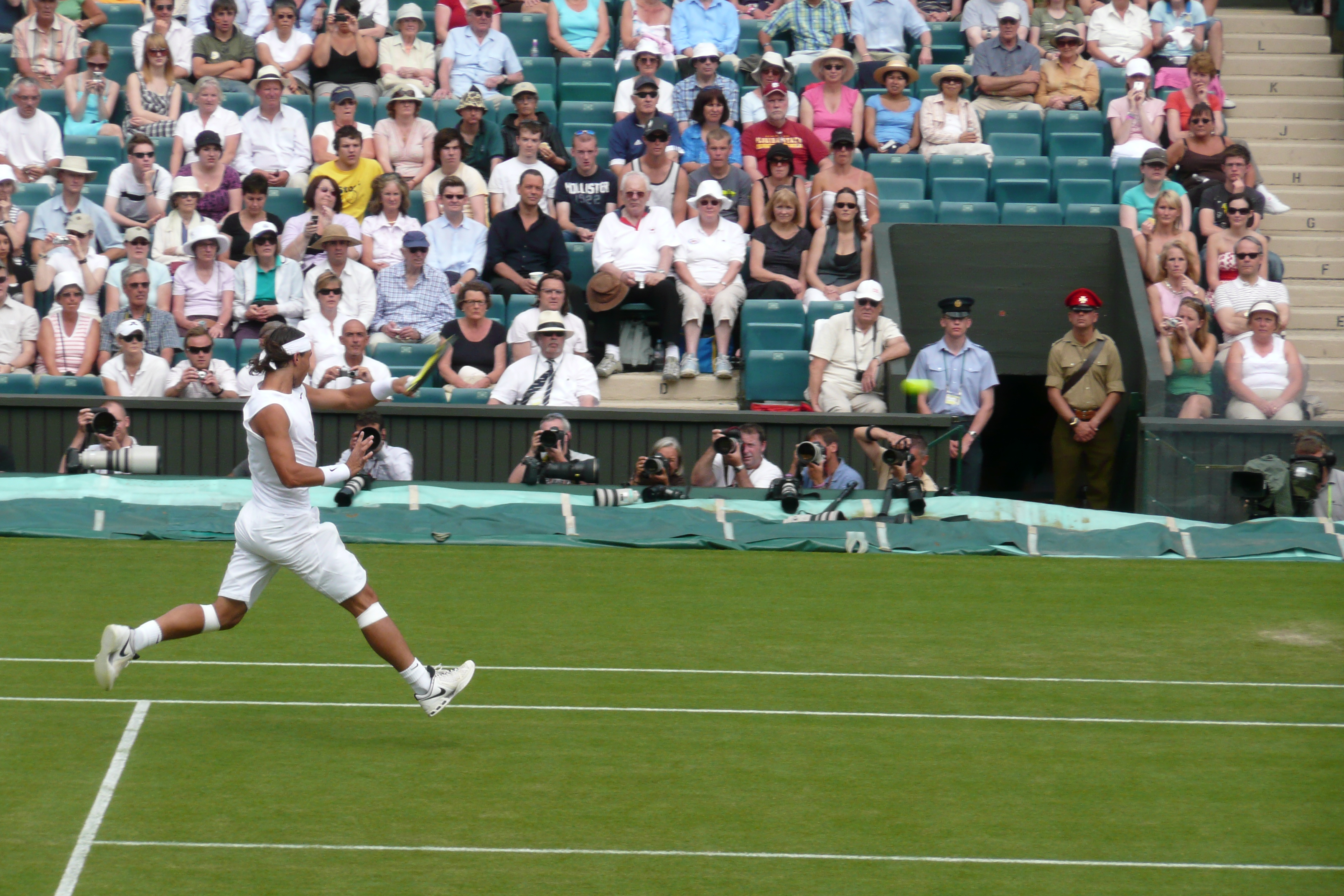
Rafael Nadal vincitore per la 2ª volta a Wimbledon

Nel torneo del singolare maschile, dopo il successo del 2008, Rafael Nadal vince il torneo di Wimbledon arrivando a quota otto titoli dello Slam, raggiungendo Ivan Lendl, Jimmy Connors, Andre Agassi, Fred Perry e Ken Rosewall.
| Incontri sui campi principali      | Incontri sui campi principali    | Incontri sui campi principali        | Incontri sui campi principali |
| Incontri sul Centre Court          | Incontri sul Centre Court        | Incontri sul Centre Court            | Incontri sul Centre Court     |
| Turno                              | Vincitore                        | Perdente                             | Punteggio                     |
| ---------------------------------- | -------------------------------- | ------------------------------------ | ----------------------------- |
| Finale singolare maschile          | Rafael Nadal [2]                 | Tomáš Berdych [12]                   | 6-3, 7-5, 6-4                 |
| Finale doppio misto                | Leander Paes [2] Cara Black [2]  | Wesley Moodie [11] Lisa Raymond [11] | 6–4, 7–65                     |
| Incontri sul No. 1 Court           |                                  |                                      |                               |
| Turno                              | Vincitore                        | Perdente                             | Punteggio                     |
| Finale singolare ragazzi           | Márton Fucsovics [13]            | Benjamin Mitchell [Q]                | 6–4, 6–4                      |
| Finale doppio femminile per invito | Martina Navrátilová Jana Novotná | Tracy Austin Kathy Rinaldi           | 7–5, 6–0                      |
| Finale Doppio ragazzi              | Liam Broady Tom Farquharson      | Lewis Burton George Morgan           | 7–64, 6–4                     |

#### Statistiche della finale maschile
| 4 luglio 2010 15:00 Finale maschile | Tomáš Berdych (12) | 0 – 3 6-3, 7-5, 6-4 | Rafael Nadal (2) | Centre Court, Wimbledon spettatori: 22.000 Giudice di sedia: Jake Garner |

|     |                         |     |  |
| 59% | Prime di servizio       | 69% |  |
|     |                         |     |  |
| 0   | Doppi falli             | 3   |  |
|     |                         |     |  |
| 17  | Errori gratuiti         | 21  |  |
|     |                         |     |  |
| 27  | Vincenti                | 29  |  |
|     |                         |     |  |
| 13  | Aces                    | 5   |  |
|     |                         |     |  |
| 73% | Vincenti 1ª di servizio | 77% |  |
|     |                         |     |  |
| 58% | Vincenti 2ª di servizio | 64% |  |
|     |                         |     |  |
| 78  | Punti totali            | 93  |  |
|     |                         |     |  |
|     |                         |     |  |

- Teste di serie eliminate:
  - Singolare maschile:  Tomáš Berdych (12)
  - Doppio misto:  Wesley Moodie /  Lisa Raymond (2)

## Senior

### Singolare maschile
Rafael Nadal ha battuto in finale  Tomáš Berdych con il punteggio di 6-3, 7-5, 6-4
- Per Nadal è stato il secondo Slam dell'anno, il secondo titolo a Wimbledon dopo quello del 2008, e l'ottavo Slam in carriera.

### Singolare femminile
Serena Williams ha battuto in finale  Vera Zvonarëva con il punteggio di 6-3, 6-2
- Per la Williams è stato il secondo titolo dell'anno, il quarto a Wimbledon, e il 13° Slam.

### Doppio maschile
Jürgen Melzer /  Philipp Petzschner hanno battuto in finale  Robert Lindstedt /  Horia Tecău con il punteggio di 6-1, 7-5, 7-5
- È stato il primo titolo dello Slam per entrambi, Melzer e Petzschner.

### Doppio femminile
Vania King /  Jaroslava Švedova hanno battuto in finale  Elena Vesnina /  Vera Zvonarëva con il punteggio di 7–6(6), 6-2
- È stato il primo titolo dello Slam per entrambe, King e Švedova.

### Doppio misto
Leander Paes /  Cara Black hanno battuto in finale  Wesley Moodie /  Lisa Raymond con il punteggio di 6–4, 7–6(5)

## Junior

### Singolare ragazzi
Márton Fucsovics ha battuto in finale  Benjamin Mitchell con il punteggio di 6–4, 6–4

### Singolare ragazze
Kristýna Plíšková ha battuto in finale  Sachie Ishizu con il punteggio di 6–3, 4–6, 6–4

### Doppio ragazzi
Liam Broady /  Tom Farquharson hanno battuto in finale  Lewis Burton /  George Morgan con il punteggio di 7–6(4), 6–4

### Doppio ragazze
Tímea Babos /  Sloane Stephens hanno battuto in finale  Irina Chromačëva /  Elina Svitolina con il punteggio di 6(7)–7, 6–2, 6–2

## Altri eventi

### Doppio maschile per invito
Donald Johnson /  Jared Palmer hanno battuto in finale  Wayne Ferreira /  Evgenij Kafel'nikov con il punteggio di 6–3, 6–2

### Doppio maschile per invito senior
Pat Cash /  Mark Woodforde hanno battuto in finale  Jeremy Bates /  Anders Järryd con il punteggio di 6–2, 7–6(5)

### Doppio femminile per invito
Martina Navrátilová /  Jana Novotná hanno battuto in finale  Tracy Austin /  Kathy Rinaldi con il punteggio di 7–5, 6–0

### Doppio maschile carrozzina
Robin Ammerlaan /  Stefan Olsson hanno battuto in finale  Stéphane Houdet /  Shingo Kunieda con il punteggio di 6–4, 7–6(4)

### Doppio femminile carrozzina
Esther Vergeer /  Sharon Walraven hanno battuto in finale  Daniela Di Toro /  Lucy Shuker con il punteggio di 6–2, 6–3

## Teste di serie nel singolare
La seguente tabella illustra i giocatori che non hanno partecipato al torneo, quelli che sono stati eliminati, e i loro nuovi punteggi nella classifica ATP.
| Legenda colori             |
| Vincitore                  |
| Finalista                  |
| Semifinalista              |
| Quarti di finale           |
| Eliminati a 1T, 2T, 3T, 4T |
| Non partecipa              |

### Classifica singolare maschile
Nel singolare maschile, le teste di serie non sono basate soltanto sul ranking ATP; il punteggio di ciascuno viene calcolato in base ai seguenti criteri:
- Punti nel ranking ATP alla settimana precedente il torneo.
- Viene aggiunto il 100% dei punti ottenuti in tutti i tornei sull'erba nei precedenti 12 mesi.
- Viene aggiunto il 75% dei punti ottenuti in tutti i tornei sull'erba nei 12 mesi ancora precedenti.

| Testa di serie | Ranking | Giocatore             | Punti | Punti da difendere | Punti conquistati | Nuovo punteggio | Situazione                                     |
| -------------- | ------- | --------------------- | ----- | ------------------ | ----------------- | --------------- | ---------------------------------------------- |
| 1              | 2       | Roger Federer         | 8525  | 2000               | 360               | 6885            | Eliminato ai quarti di finale da Tomáš Berdych |
| 2              | 1       | Rafael Nadal          | 8745  | 0                  | 2000              | 10745           | Vittoria in finale contro Tomáš Berdych        |
| 3              | 3       | Novak Đoković         | 6545  | 360                | 720               | 6905            | Eliminato in semifinale da Tomáš Berdych       |
| 4              | 4       | Andy Murray           | 5155  | 720                | 720               | 5155            | Eliminato in semifinale da Rafael Nadal        |
| 5              | 7       | Andy Roddick          | 4510  | 1200               | 180               | 3490            | Eliminato al 4T da Lu Yen-hsun                 |
| 6              | 6       | Robin Söderling       | 4755  | 180                | 360               | 4935            | Eliminato ai quarti di finale da Rafael Nadal  |
| 7              | 5       | Nikolaj Davydenko     | 4785  | 90                 | 45                | 4730            | Eliminato al 2T da Daniel Brands               |
| 8              | 9       | Fernando Verdasco     | 3645  | 180                | 10                | 3475            | Eliminato al 1T da Fabio Fognini               |
| 9              | 11      | David Ferrer          | 3010  | 90                 | 180               | 3100            | Eliminato al 4T da Robin Söderling             |
| 10             | 10      | Jo-Wilfried Tsonga    | 3185  | 90                 | 360               | 3455            | Eliminato ai quarti di finale da Andy Murray   |
| 11             | 12      | Marin Čilić           | 2945  | 90                 | 10                | 2865            | Eliminato al 1T da Florian Mayer               |
| 12             | 13      | Tomáš Berdych         | 2825  | 180                | 1200              | 3845            | Sconfitto in finale da Rafael Nadal            |
| 13             | 14      | Michail Južnyj        | 2665  | 10                 | 45                | 2700            | Eliminato al 2T da Paul-Henri Mathieu          |
| 14             | 17      | Juan Carlos Ferrero   | 2095  | 360                | 10                | 1745            | Eliminato al 1T da Xavier Malisse              |
| 15             | 26      | Lleyton Hewitt        | 1565  | 360                | 180               | 1385            | Eliminato al 4T da Novak Đoković               |
| 16             | 16      | Jürgen Melzer         | 2125  | 90                 | 180               | 2215            | Eliminato al 4T da Roger Federer               |
| 17             | 15      | Ivan Ljubičić         | 2215  | 0                  | 10                | 2225            | Eliminato al 1T da Michał Przysiężny           |
| 18             | 21      | Sam Querrey           | 1755  | 45                 | 180               | 1890            | Eliminato al 4T da Andy Murray                 |
| 19             | 18      | Nicolás Almagro       | 1960  | 90                 | 10                | 1880            | Eliminato al 1T da Andreas Seppi               |
| 20             | 23      | Stan Wawrinka         | 1690  | 180                | 10                | 1520            | Eliminato al 1T da Denis Istomin               |
| 21             | 20      | Gaël Monfils          | 1905  | 0                  | 90                | 1995            | Eliminato al 3T da Lleyton Hewitt              |
| 22             | 30      | Feliciano López       | 1455  | 10                 | 90                | 1535            | Eliminato al 3T da Jürgen Melzer               |
| 23             | 19      | John Isner            | 1925  | 0(45)              | 45                | 1925            | Eliminato al 2T da Thiemo de Bakker            |
| 24             | 27      | Marcos Baghdatis      | 1545  | 0                  | 10                | 1555            | Eliminato al 1T da Lukáš Lacko                 |
| 25             | 24      | Thomaz Bellucci       | 1652  | 0(20)              | 90                | 1722            | Eliminato al 2T contro Martin Fischer          |
| 26             | 32      | Gilles Simon          | 1305  | 180                | 90                | 1215            | Eliminato al 3T da Andy Murray                 |
| 27             | 29      | Ernests Gulbis        | 1459  | 45                 | 0                 | 1414            | Ritirato per strappo al polpaccio destro       |
| 28             | 31      | Albert Montañés       | 1405  | 90                 | 90                | 1405            | Eliminato al 3T da Novak Đoković               |
| 29             | 35      | Philipp Kohlschreiber | 1230  | 90                 | 90                | 1230            | Eliminato al 3T da Andy Roddick                |
| 30             | 36      | Tommy Robredo         | 1155  | 90                 | 10                | 1075            | Eliminato al 1T da Peter Luczak                |
| 31             | 37      | Victor Hănescu        | 1070  | 45                 | 90                | 1115            | Eliminato al 3T da Daniel Brands               |
| 32             | 38      | Julien Benneteau      | 1059  | 10                 | 180               | 1229            | Eliminato al 4T da Jo-Wilfried Tsonga          |
| 33             | 39      | Philipp Petzschner    | 1055  | 90                 | 90                | 1055            | Eliminato al 3T da Rafael Nadal                |
| N/A            | 8       | Juan Martín del Potro | 4395  | 45                 | 0                 | 4350            | Non partecipa per infortunio al polso destro   |
| N/A            | 22      | Fernando González     | 1710  | 180                | 0                 | 1530            | Non partecipa per infortunio al ginocchio      |
| N/A            | 25      | Radek Štěpánek        | 1645  | 180                | 0                 | 1465            | Non partecipa per infortunio al ginocchio      |
| N/A            | 28      | Juan Mónaco           | 1475  | 10                 | 0                 | 1465            | Non partecipa per infortunio al polso          |
| N/A            | 33      | Ivo Karlović          | 1285  | 360                | 0                 | 925             | Non partecipa per infortunio al piede          |
| N/A            | 34      | Tommy Haas            | 1230  | 720                | 0                 | 510             | Non partecipa per operazione al fianco         |

### Classifica singolare femminile
Nel torneo singolare femminile, le teste di serie seguono il ranking WTA, salvo casi particolari decisi dal comitato.
| Testa di serie | Ranking | Giocatrice                  | Punti | Punti da difendere | Punti conquistati | Nuovo punteggio | Situazione                                         |
| -------------- | ------- | --------------------------- | ----- | ------------------ | ----------------- | --------------- | -------------------------------------------------- |
| 1              | 1       | Serena Williams             | 8475  | 2000               | 2000              | 8475            | Vincitrice in finale contro Vera Zvonarëva         |
| 2              | 2       | Venus Williams              | 6506  | 1400               | 500               | 5606            | Eliminata ai quarti di finale da Cvetana Pironkova |
| 3              | 3       | Caroline Wozniacki          | 5501  | 280                | 280               | 5501            | Eliminata al 4T da Petra Kvitová                   |
| 4              | 4       | Jelena Janković             | 5780  | 160                | 280               | 5900            | Eliminata al 4T da Vera Zvonarëva                  |
| N/A            | 5       | Elena Dement'eva            | 5570  | 900                | 0                 | 4670            | Non partecipa per strappo al polpaccio             |
| 5              | 6       | Francesca Schiavone         | 4990  | 500                | 5                 | 4495            | Eliminata al 1T da Vera Duševina                   |
| 6              | 7       | Samantha Stosur             | 4905  | 160                | 5                 | 4750            | Eliminata al 1T da Kaia Kanepi                     |
| 7              | 8       | Agnieszka Radwańska         | 4010  | 500                | 280               | 3790            | Eliminata al 4T da Li Na                           |
| 8              | 9       | Kim Clijsters               | 3890  | 0                  | 500               | 4390            | Eliminata ai quarti di finale da Vera Zvonarëva    |
| 9              | 10      | Li Na                       | 3475  | 160                | 500               | 3815            | Eliminata ai quarti di finale da Serena Williams   |
| 10             | 11      | Flavia Pennetta             | 3381  | 160                | 160               | 3381            | Eliminata al 3T da Klára Koukalová                 |
| 11             | 12      | Marion Bartoli              | 3246  | 160                | 280               | 3366            | Eliminata al 4T da Cvetana Pironkova               |
| 12             | 13      | Nadia Petrova               | 3195  | 280                | 160               | 3075            | Eliminata al 3T da Justine Henin                   |
| 13             | 14      | Shahar Peer                 | 3175  | 100                | 100               | 3175            | Eliminata al 2T da Angelique Kerber                |
| 14             | 15      | Viktoryja Azaranka          | 3170  | 500                | 160               | 2830            | Eliminata al 3T da Petra Kvitová                   |
| 15             | 16      | Yanina Wickmayer            | 3110  | 5                  | 160               | 3265            | Eliminata al 3T da Vera Zvonarëva                  |
| 16             | 17      | Marija Šarapova             | 3080  | 100                | 280               | 3260            | Eliminata al 4T da Serena Williams                 |
| 17             | 18      | Justine Henin               | 2855  | 0                  | 280               | 3135            | Eliminata al 4T da Kim Clijsters                   |
| 18             | 19      | Aravane Rezaï               | 2825  | 100                | 100               | 2825            | Eliminata al 2T da Klára Koukalová                 |
| 19             | 20      | Svetlana Kuznecova          | 2940  | 160                | 100               | 2880            | Eliminata al 2T da Anastasija Rodionova            |
| 20             | 21      | Dinara Safina               | 2632  | 900                | 0                 | 1732            | Non partecipa per infortunio alla schiena          |
| 21             | 22      | Vera Zvonarëva              | 2725  | 160                | 1400              | 3965            | Sconfitta in finale da Serena Williams             |
| 22             | 23      | María José Martínez Sánchez | 2599  | 5                  | 0                 | 2594            | Non partecipa per infortunio al ginocchio          |
| 23             | 24      | Zheng Jie                   | 2296  | 100                | 100               | 2296            | Eliminata al 2T da Petra Kvitová                   |
| 24             | 25      | Daniela Hantuchová          | 2215  | 280                | 100               | 2035            | Eliminata al 2T da Barbora Strýcová                |
| 25             | 26      | Lucie Šafářová              | 2075  | 5                  | 5                 | 2075            | Eliminata al 1T da Dominika Cibulková              |
| 26             | 27      | Alisa Klejbanova            | 2010  | 100                | 160               | 2070            | Eliminata al 3T da Venus Williams                  |
| 27             | 28      | Marija Kirilenko            | 1985  | 100                | 160               | 2045            | Eliminata al 3T da Kim Clijsters                   |
| 28             | 29      | Al'ona Bondarenko           | 1855  | 5                  | 160               | 2010            | Eliminata al 3T da Jelena Janković                 |
| 29             | 30      | Anastasija Pavljučenkova    | 1850  | 100                | 160               | 1910            | Eliminata al 3T da Caroline Wozniacki              |
| 30             | 31      | Jaroslava Švedova           | 1830  | 100                | 100               | 1830            | Eliminata al 2T da Regina Kulikova                 |
| 31             | 32      | Alexandra Dulgheru          | 1785  | 0(30)              | 160               | 1915            | Eliminata al 3T da Kaia Kanepi                     |
| 32             | 33      | Sara Errani                 | 1660  | 100                | 160               | 1720            | Eliminata al 3T da Agnieszka Radwańska             |
| 33             | 34      | Melanie Oudin               | 1514  | 280                | 100               | 1334            | Eliminata al 2T da Jarmila Groth                   |
| 34             | 35      | Kateryna Bondarenko         | 1480  | 100                | 5                 | 1385            | Eliminata al 1T da Gréta Arn                       |
| N/A            | 61      | Petra Kvitová               | 1080  | 5                  | 900               | 1980            | Eliminata in semifinale da Serena Williams         |
| N/A            | 82      | Cvetana Pironkova           | 773   | 5                  | 900               | 1673            | Eliminata in semifinale da Vera Zvonarëva          |

### Assegnazione punteggi
I punteggi della classifica ATP vengono assegnati come illustrato.
| Turno                | Singolare maschile | Doppio maschile | Singolare femminile | Doppio femminile |
| -------------------- | ------------------ | --------------- | ------------------- | ---------------- |
| Vincitore            | 2000               | 2000            | 2000                | 2000             |
| Finale               | 1200               | 1200            | 1400                | 1400             |
| Semifinali           | 720                | 720             | 900                 | 900              |
| Quarti di finale     | 360                | 360             | 500                 | 500              |
| Ottavi di finale     | 180                | 180             | 280                 | 280              |
| Terzo turno          | 90                 | 90              | 160                 | 160              |
| Secondo turno        | 45                 | 0               | 100                 | 5                |
| Primo turno          | 10                 | –               | 5                   | –                |
| Qualificazione       | 25                 | –               | 60                  | –                |
| 3T di qualificazione | 16                 | –               | 50                  | –                |
| 2T di qualificazione | 8                  | –               | 40                  | –                |
| 1T di qualificazione | 0                  | –               | 2                   | –                |

## Premi in denaro
Tutti i premi in denaro sono in sterline (£); i premi del doppio sono assegnati alla coppia.

### Singolare maschile e femminile
- Vincitore: 1 000 000£
- Finalista: 500 000£
- Semifinalista: 250 000£
- Quarti di finale: 125 000£
- Quarto turno: 62 500£
- Terzo turno: 31 250£
- Secondo turno: 18 750£
- Primo turno: 11 250£

### Doppio maschile e femminile
- Vincitori: 324 000£
- Finalisti: 120 000£
- Semifinalisti: 60 000£
- Quarti di finale: 30 000£
- Terzo turno: 16 000£
- Secondo turno: 9000£
- Primo turno: 5250£

### Doppio misto
- Vincitori: 92 000£
- Finalisti: 46 000£
- Semifinalisti: 23 000£
- Quarti di finale: 10 500£
- Terzo turno: 5200£
- Secondo turno: 2600£
- Primo turno: 1300£